# Geschichte Istanbuls
Die Geschichte Istanbuls reicht dank jüngster archäologischer Grabungen erheblich weiter zurück, als bisher angenommen wurde. Neben 400.000 Jahre alten Artefakten fanden sich mesolithische, neolithische, kupferzeitliche und jüngst auch eisenzeitlich-hethitische Spuren. Später siedelten hier Thraker.
Als griechische Stadt Byzantion gegründet, stieg die Stadt zu einem bedeutenden Handelszentrum und schließlich unter dem Namen Konstantinopel zur Hauptstadt des oströmisch-byzantinischen Reichs auf. Im Mittelalter war sie die einzige Weltstadt Europas, und nach der osmanischen Eroberung wurde sie wieder zur größten Metropole des Kontinents.
Auch nachdem sie 1923 den Status der Hauptstadt verloren hatte und Pogrome Griechen und Armenier noch in den 1950er Jahren vertrieben hatten, konnte sich die Stadt wieder erholen und ist heute das ökonomische und kulturelle Zentrum der weit über die Türkei hinausreichenden Region, zugleich aber auch Fokus aller wesentlichen gesellschaftlichen Konflikte.

## Urgeschichte

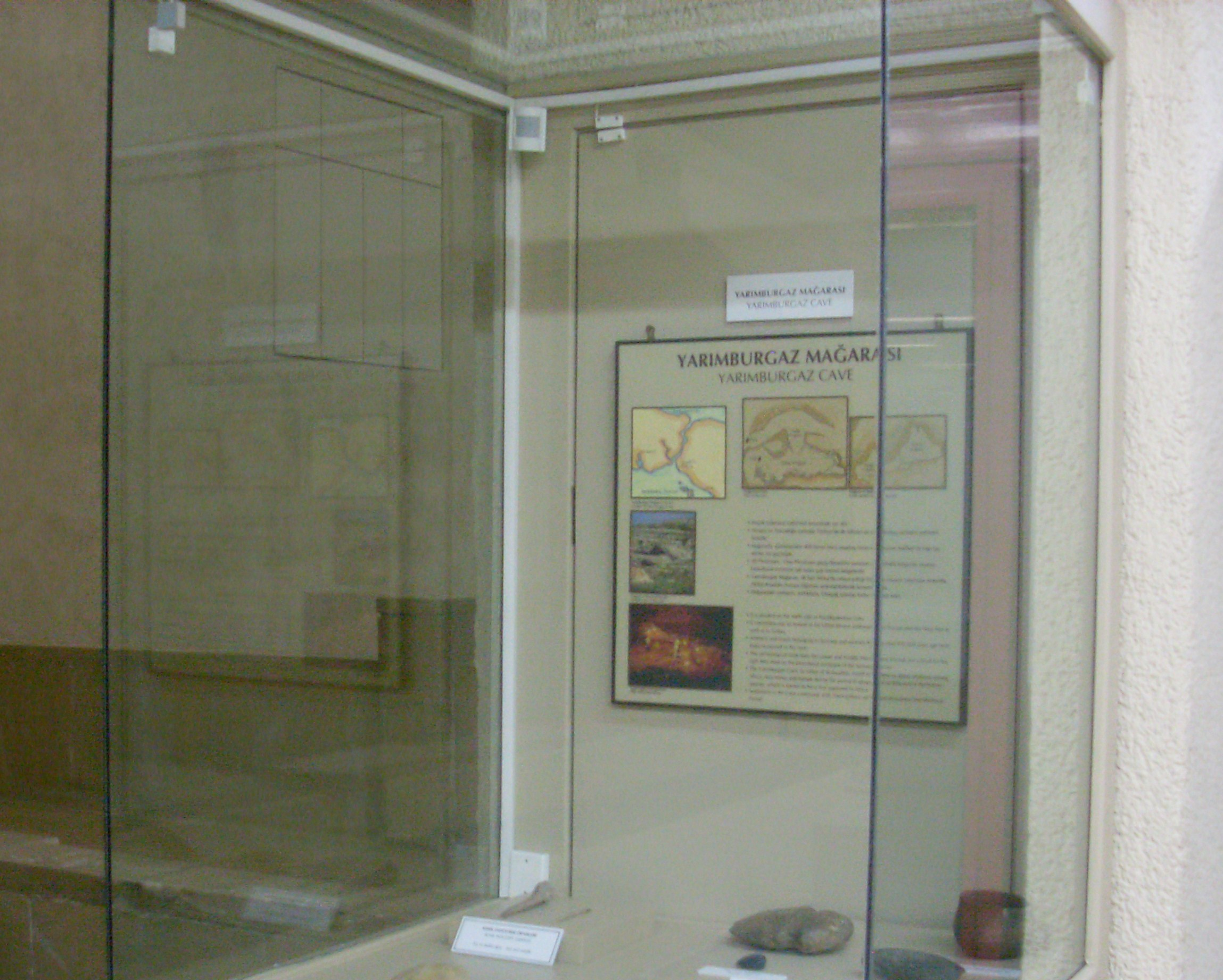
Artefakte aus Yarımburgaz Mağarası (Başakşehir) im Archäologischen Museum Istanbul

Am Nordrand der Lagune von Küçükçekmece, eines Istanbuler Stadtteils rund 23 km westlich der Innenstadt, fanden sich etwa 1600 steinzeitliche Artefakte in den Höhlen von Yarımburgaz (Yarımburgaz Mağarası), deren älteste auf etwa 400.000 Jahre datiert wurden. Wahrscheinlich bewohnte zuerst Homo erectus die Höhle, menschliche Überreste wurden nicht gefunden. Die Höhle wurde überaus lange genutzt. So reichen ihre Funde bis in die Zeit zwischen 6200 und 5500 v. Chr. In den ältesten Schichten fanden sich keine Faustkeile und keine Hinweise auf die Levallois-Technik, stattdessen konnten wenige Chopper und große Mengen kleiner Klingen mit Retuschen geborgen werden. Meist wurde Feuerstein genutzt, aber auch Quarz und Quarzit. Insgesamt ähnelt die archäologische Industrie derjenigen der Höhlen von Rodia und Doumbia in Thessalien und Makedonien. Schon diese Funde weisen auf die große Bedeutung der Region hin, doch wurden bisher nur wenige Untersuchungen angestellt.
Die Lagune von Küçükçekmece war bis in historische Zeit ein See, der ansteigende Meeresspiegel nach der letzten Kaltzeit füllte das heutige Marmarameer, so dass aus dem See eine Bucht wurde; diese jedoch sperrte angeschwemmter Sand zum Meer hin ab, so dass eine Lagune entstand. Trotz dieser geologischen Veränderungen blieben die dortigen Lebensbedingungen günstig. An den Ufern der beiden bedeutendsten Zuflüsse Eskinoz und Saslidere fanden sich Überreste mehrerer Siedlungen. Keramikfunde konnten 2007 dem Präkeramischen Neolithikum B zugeordnet werden, womit sie die ersten Funde dieser jüngeren Stufe der akeramischen Epoche der Jungsteinzeit im Raum Istanbul darstellten. Zudem ließ sich am Westufer des Sees eine Siedlung ausmachen. Die Bewohner der Höhlen kamen offenbar an den See, um dort zu jagen, Felle zu bearbeiten oder Werkzeuge herzustellen. Im Gebiet von Silivri, das noch zu Istanbul gehört, fanden sich zudem Siedlungsspuren in Selimpasa Höyük. Des Weiteren fand sich auf Hinweis von Bewohnern des Ortes Danamandira eine Höhle namens Aylapinari. Dort fanden sich Gebäudereste und neolithische und kupferzeitliche Spuren, wie vermutlich eisenzeitliche Tumuli und aus dem Fels gehauene Reste von Bauwerken sowie Überreste einer großen Siedlung. In einer Höhle beim benachbarten Yaylacik fand man 2007 ebenfalls Keramik.
Bis 2011 waren im Süden Thrakiens nur drei Stätten aus der Zeit um 8500 BP bekannt, nämlich Hoca Çeşme, Hamaylitarla und Kaynarca. Doch in diesem Jahr wurden paläolithische Funde, etwa bei Üçdutlar bekannt, die bis ins Paläolithikum zurückweisen, auf der Gallipoli-Halbinsel fand sich eine 2,5 ha große, vorneolithische Siedlung.
In Fikirtepe bei Kadıköy konnten in den 1950er Jahren nur Notgrabungen durchgeführt werden, die jedoch die Anwesenheit von Fischern und Jägern anhand ihrer ovalen und rechteckigen Häuser aus Lehmgeflecht belegten, sowie anhand ritzverzierter Keramik. Die Stätte gab der Fikirtepe-Kultur mit den Hauptfundorten Fikirtepe, Pendik, Ihpinar (bei İznik, 5200 bis 4800 v. Chr.) und Mentese, den Namen. Die spätneolithische Keramik von Fikirtepe fand weite Verbreitung, westwärts bis nach Thessalien.
Funde aus dem Neolithikum nahe dem heutigen Stadtteil Kadıköy – früher Kalchedon – und aus der Bronzezeit im Stadtteil Sultanahmet belegen, dass auch die Ufer des Bosporus schon sehr früh besiedelt waren. Allerdings lag der Meeresspiegel um 8–9000 cal BP 6 m tiefer als heute. Daher kann bestenfalls die Unterwasserarchäologie noch Erkenntnisse zu den küstennahen Siedlungen liefern. Um 6800 bis 7000 cal BP stieg der Meeresspiegel stark an, so dass der Lykos verschwand und nur noch eine Bucht an seiner Mündung bestand. Nach etwa 3000 cal BP erreichte die Küste etwa den heutigen Verlauf.
2008 entdeckte man in 6 m Tiefe beim Bau des Schnellzugsystems Marmaray im ehemaligen Hafen von Yenikapı steinerne Hausfundamente. Die Ausgräber fanden vier Gräber mit Skeletten und Opfergaben, die auf die Zeit zwischen 6400 und 6200 v. Chr. datiert werden konnten.
Die ältesten Spuren im Gebiet der Istanbuler Kernstadt stammen aus der späten Kupferzeit, also aus der Zeit zwischen 4500 und 3500 v. Chr. Schon in den 1920er Jahren und 1942 war man bei Arbeiten am Hippodrom auf Scherben gestoßen, doch erst 1987 konnte ihr Alter bestimmt werden.
2013 wurden an der Lagune von Küçükçekmece im Westen der Stadt aus Eisen hergestellte Figurinen gefunden. Diese wurden von der Ausgräberin Şengül Aydıngün auf das 17. bis 15. Jahrhundert v. Chr. datiert. Damit stammen sie aus früh-hethitischer Zeit und stellen zugleich die ersten Hinweise auf die Anwesenheit von Hethitern in Europa dar. Die Frauenfigurine ist 5,4 cm hoch und wiegt 14 g, die Männerfigurine ist 6,1 cm hoch und wiegt 11 g. Hinzu kamen Funde aus Bitumen, Keramik und Zinn, die ebenfalls auf Nordmesopotamien hinweisen, und die um 1800 v. Chr. entstanden. Damit ist die bisher bestehende zeitliche Lücke in der Erforschung der Istanbuler Urgeschichte erheblich verkleinert worden. Weitere Funde stammen vom anderen Ende dieser Lücke: 301 Gefäße heiliges Wasser (Unguentarium) sowie Parfüm- und Pomadenflaschen, die aus dem 6. und 5. Jahrhundert v. Chr. stammen.
In Çarşıkapı fand man das wohl älteste Gefäß, das in der Stadt hergestellt wurde; es stammte aus dem 7. Jahrhundert v. Chr. Wahrscheinlich besaßen die Thraker hier eine Siedlung namens Lygos, die von griechischen Kolonisten übernommen wurde. Eine Weinkanne aus dem frühen 6. Jahrhundert steht vielleicht schon in Zusammenhang mit der griechischen Siedlung des 7. Jahrhunderts. Schon beim Bau der Eisenbahn 1871 sowie 1925 wurden Überreste von Lygos entdeckt.

## Griechen (ab 7. Jahrhundert v. Chr.)

### Kolonie der griechischen Stadt Megara
Bereits für die Griechen war diese Meerenge von entscheidender Bedeutung. Hier fuhren die Schiffe entlang, die Athen und andere Poleis mit Getreide aus dem Schwarzmeergebiet versorgten. Zur Sicherung dieses strategisch wichtigen Punktes, der gleichzeitig Schlüsselstelle der Landverbindung von Europa nach Asien sowie des Seewegs von der Ägäis ins Schwarze Meer ist, wurde von megarischen Siedlern um 685 v. Chr. die erste Kolonie auf der asiatischen Seite des Bosporus gegründet: Kalchedon (griechisch: Καλχηδών), an der Stelle des heutigen Kadıköy.
In der bereits von Thrakern besiedelten Gegend auf der europäischen Seite kam es um 660 v. Chr. zu einer zweiten Stadtgründung durch Megarer, zusammen mit Kolonisten aus Argos und Korinth. Der thrakische Name der neuen Siedlung, Byzantion (griech.: Βυζάντιον), wurde später als Stadt des legendären Anführers, Byzas aus Megara, gedeutet. Die Neugründung, deren Gebiet etwa dem des Topkapi-Serail im heutigen Istanbuler Stadtteil Eminönü entsprach, lag auf der östlichen Spitze einer nördlich an das Goldene Horn und südlich an das Marmarameer angrenzenden Halbinsel. Da dieser Ort sehr viel geeigneter für eine Stadtgründung war, galt Kalchedon von da an als „Stadt der Blinden“, weil ihre Bewohner den hässlicheren Platz einem schöneren vorgezogenen hatten. Der Legende nach erhielt Byzas vom Orakel von Delphi die Antwort, er solle sich gegenüber der „Stadt der Blinden“ ansiedeln.

### Zwischen Griechen und dem Perserreich (512 bis 336 v. Chr.)
Aufgrund ihrer Lage waren die beiden Städte von nahezu allen Kriegen betroffen, die sich in den folgenden Jahrhunderten im griechisch-kleinasiatischen Raum abspielten. 512 v. Chr. eroberte der Perserkönig Dareios I. die Stadt. Während des Ionischen Aufstands wurden beide Städte von den Persern belagert und eingenommen, woraufhin Teile der Bevölkerung auf andere griechische Schwarzmeerkolonien wie das gleichfalls von Megara gegründete Mesembria auswichen. Nach den (aus persischer Sicht) erfolglosen Feldzügen gegen Griechenland wurde Byzantion oligarchisch. 478 v. Chr. wurde es vom Spartaner Pausanias eingenommen. Dieser herrschte dort zwei Jahre, wurde dann aber von der Bevölkerung vertrieben. Seit 476 hatte Byzantion eine Demokratie als Regierungsform.
Sowohl Kalchedon als auch Byzantion waren Mitglieder im Attisch-Delischen Seebund, letzteres dabei mit sehr hohem Tribut. 411 v. Chr. traten beide nach einem Konflikt mit Samos zum Peloponnesischen Bund über, doch schon 409 wurden beide Städte durch Alkibiades für den Attisch-Delischen Seebund zurückerobert. Ab 387 stand Kalchedon unter persischer Oberherrschaft, 357 wurde es jedoch von Byzantion aus von den Persern befreit. Im Jahr darauf trat Byzantion aus dem mittlerweile geschwächten attischen Seebund aus.

### Makedonen, Seleukiden, Römer
340/339 v. Chr. belagerte der Makedonenkönig Philipp II. Byzantion vergeblich; er errichtete für seine Truppen eine erste Brücke über das Goldene Horn.
Nachdem Alexander der Große, der an der Spitze seiner makedonischen Truppen das Perserreich erobert hatte, 323 v. Chr. gestorben war, zerfiel sein Reich in einem zähen Machtkampf. Kalchedon wurde 315 v. Chr. durch Zipoites belagert, der von 328 bis 280 v. Chr. Herrscher von Bithynien war, jedoch löste Antigonos Monophthalmos die Belagerung auf, der als einer der wichtigsten Diadochen die Königskrone für das gesamte Alexanderreich forderte. 302/301 war die Belagerung erfolgreich, auf Vermittlung von Byzantion kam es zum Frieden. 281 v. Chr. traten beide Städte in die antiseleukidische Allianz ein.
220 v. Chr. kam es zu einem Wirtschaftskrieg Byzantions gegen Rhodos. In den Kriegen gegen Philipp V., Antiochos III. und Perseus standen beide Städte auf Seiten der Römer, 202 v. Chr. wurde Kalchedon aber von Philipp V. erobert. 196 v. Chr. kam es zur römischen Freiheitserklärung, Byzantion wurde „civitas libera et foederata“.

## Römisches Reich
Unter Vespasian wurde Byzantion (latinisiert Byzantium) ins Römische Reich eingegliedert. Nachdem die Stadt seit dem 4. Jahrhundert v. Chr. durch die Kontrolle des Seehandels eine wirtschaftliche Blüte erlebt hatte, wurde ihr Wachstum durch die Steuerpflicht gegenüber dem römischen Statthalter gebremst.
Septimius Severus ließ die Stadt zur Bestrafung für die Unterstützung seines Rivalen Pescennius Niger im Winter 195 auf 196 belagern und zerstören. Er entzog Byzantion die Rechte einer Stadt und unterstellte es Perinthos (heute Marmara Ereğlisi) am Nordrand des Marmarameers.
Auf Fürsprache Caracallas wurde Byzantion jedoch wieder aufgebaut. 258 wurden Byzantion und Kalchedon von den Goten geplündert und zerstört. 284 ließ sich Diokletian im benachbarten Nikomedia (Izmit) zum Kaiser ausrufen.
324 wurde die Stadt bei den Kämpfen zwischen Konstantin und Licinius in Mitleidenschaft gezogen. Konstantin hatte seinen Rivalen bei Adrianopel (Edirne) besiegt, worauf Licinius sich in Byzantion verschanzte. Am 18. September 324 kam es bei Chrysopolis (Üsküdar) zur Schlacht, die Konstantin für sich entscheiden konnte.

## Spätantike und byzantinische Zeit

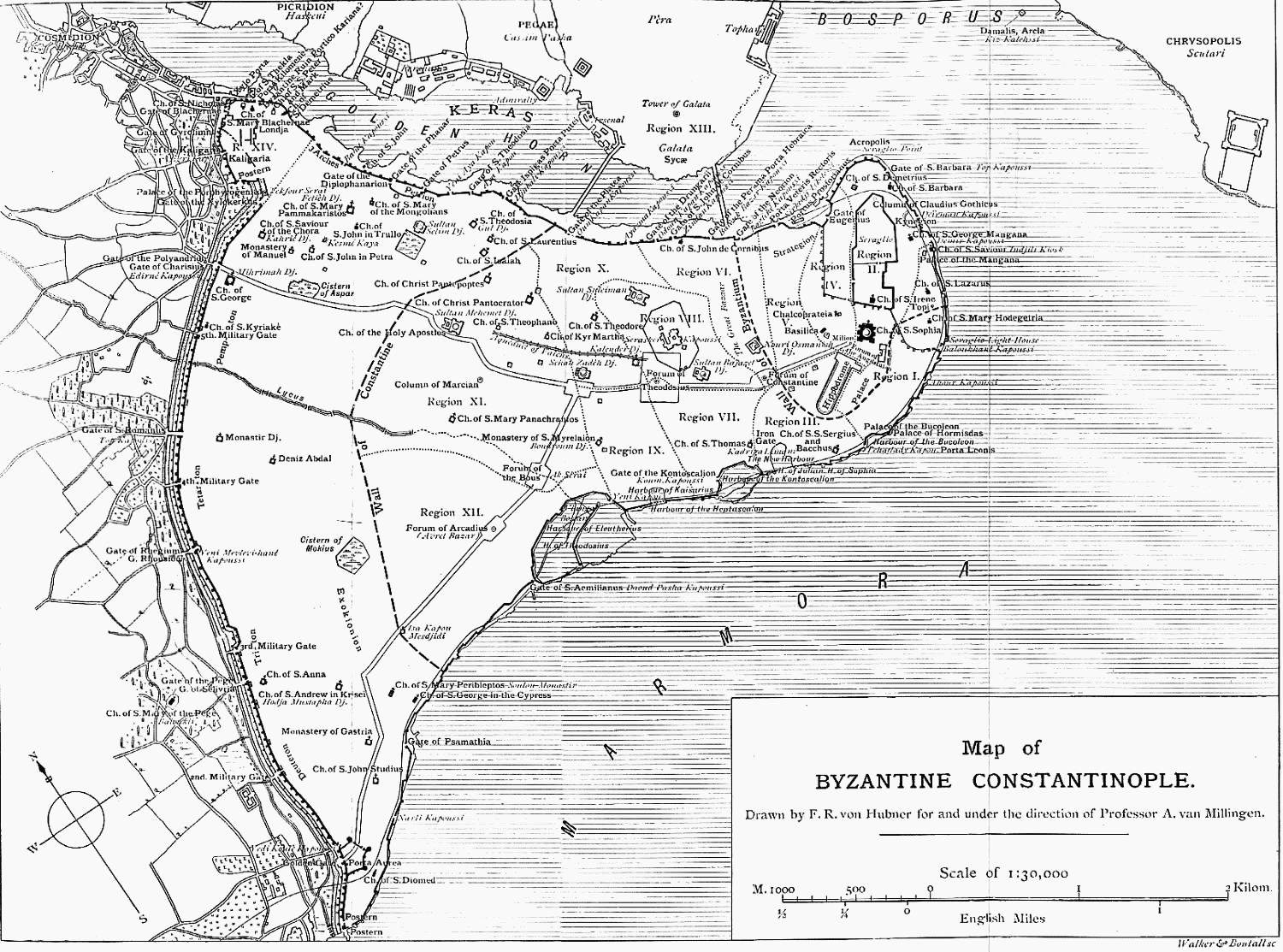
Das byzantinische Konstantinopel

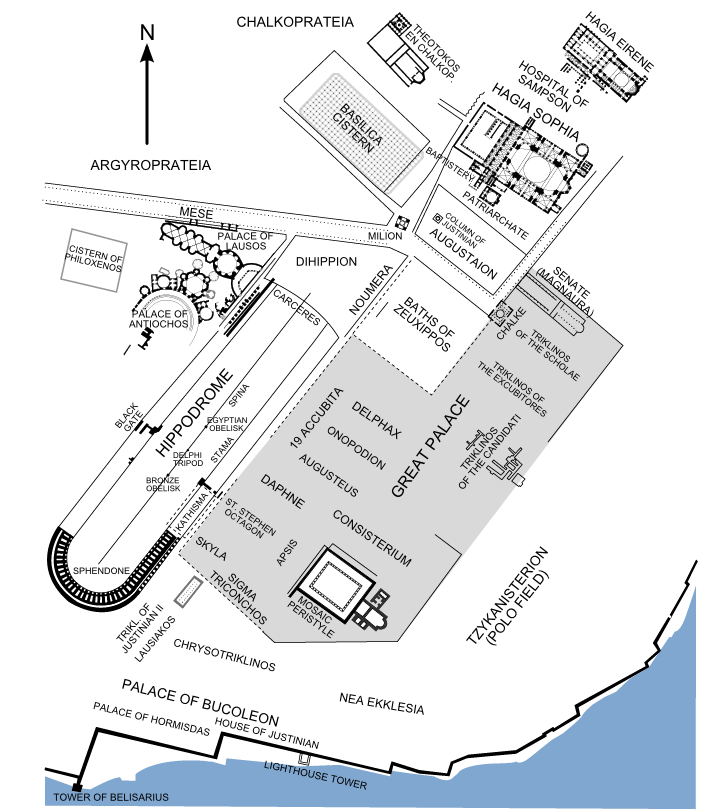
Der kaiserliche Bezirk

### Neues Rom, Stadt des Konstantin (ab 330)
Wegen der wachsenden Bedeutung der Osthälfte des Reiches in der Spätantike wurde Byzantion 324 von Kaiser Konstantin I. als neue Hauptstadt, als „Neues Rom“ (lat.: Nova Roma), geplant und sechs Jahre später, am 11. Mai 330 – nach hellenistischem Vorbild nach dem Gründer benannt – als Constantinopolis (griechisch: Κωνσταντινούπολις „Stadt des Konstantin“) feierlich eingeweiht. Nach dem Vorbild des Romulus umschritt der Kaiser mit einem Pflug die neuen Stadtmauern, wobei er 6,5 km² als Fläche festsetzte. Das entsprach dem 3,5fachen der ursprünglichen Fläche. Wie das Vorbild Rom wurde die Stadt auf sieben Hügeln errichtet.
Auch die politischen und weltlichen Einrichtungen der alten Hauptstadt wurden bis ins Einzelne nachgeahmt. So erhielt Konstantinopel ein Kapitol, ein Hippodrom für 100.000 Zuschauer, ein Forum (Forum Constantini) und eine Hauptverkehrsachse in ost-westlicher Richtung (Mese). Konstantinopel wurde als Mittelpunkt von Verwaltung, Wirtschaft und Kultur eines Reiches geplant. Infolge der zentralen Stellung wurde Konstantinopel auch zum kirchlichen Mittelpunkt. Der Bischof der Stadt, der sein Amt auf den Apostel Andreas zurückführte, war ab 451 Patriarch und beanspruchte eine herausgehobene Stellung unter den Bischöfen. Der 532 abgebrannte Vorgängerbau der heutigen Irenenkirche hat wahrscheinlich als Bischofskirche von Constantinopolis gedient.
Die Stadt unterstand nun keiner Provinzverwaltung mehr, sondern einem Senat und einem Prokonsul. Als Konstantin starb, war die Stadt eine gewaltige Baustelle mit vielleicht 20.000 Einwohnern. Neben neuen Bauwerken wurden mindestens zwanzig Städte dazu veranlasst, bedeutende Skulpturen oder Säulen beizutragen, so z. B. Delphi, wo die Schlangensäule herkam.
Unter Constantius II. (337–361) entstanden die nach ihm benannten Thermen, dazu wurde eine Wasserleitung, der Valens-Aquädukt begonnen, der unter Kaiser Valens 378 fertiggestellt wurde. 356, erneut 370, wurde die Apostelkirche geweiht, 360 der Vorgängerbau der Hagia Sophia. Ihr zweiter Vorgängerbau entstand nach 407. Die Bevölkerungszahl stieg zwar rapide an, stand aber den Metropolen wie Alexandria oder Antiochia noch bei weitem nach.
Der erste spätantike Kaiser, der überwiegend in Konstantinopel residierte, war Theodosius I. (379–395). Er berief das 2. Ökumenische Konzil, das zugleich das erste in Konstantinopel war. Es räumte dem Bischof seiner Hauptstadt einen Vorrang vor allen Bischöfen des Ostreichs ein. Der Kaiser ließ ein Forum bauen (beim heutigen Beyazit-Platz), der dort teilweise erhaltene Theodosiusbogen feiert seine Siege über die Goten. 391/92 untersagte er den Besuch heidnischer Tempel und heidnische Opfer. 390 wurde ein Obelisk aus Karnak im Hippodrom aufgestellt, ein zweiter kam hinzu, um mit dem Circus Maximus in Rom gleichzuziehen. In Aksaray fand man 2008 den lange vergeblich gesuchten Hafen aus dem 4. Jahrhundert. Mehr als dreißig Schiffe wurden ausgegraben, darunter byzantinische Dromonen aus dem 10. oder 11. Jahrhundert.

### Erweiterung des Stadtgebiets, Bevölkerungswachstum
Die Erweiterung Konstantinopels konnte aufgrund seiner Lage nur nach Westen hin erfolgen. Etwa 500 m westlich der von Konstantin errichteten Stadtmauer wurde 412 unter Kaiser Theodosius II. eine neue, teilweise noch heute erhaltene Mauer errichtet, und so das Areal der Stadt von 6 auf 12 km² verdoppelt. Die Bevölkerung Konstantinopels wuchs rasch und ab einem gewissen Maß gegen den Willen der Herrscher. Doch selbst Zuzugsbeschränkungen vermochten dies nicht zu verhindern. So rechnet man zur Zeit Konstantins mit 20.000 Einwohnern, Ende des 4. Jahrhunderts bereits mit 90.000, Mitte des 5. Jahrhunderts mit rund 200.000 Einwohnern. Um 600 schwanken die jüngeren Schätzungen, bei denen es sich nur um Näherungswerte handeln kann, zwischen 300 und 500.000 Einwohnern. Große Nachbarstädte nahmen einen Teil der Bevölkerung auf.
Im Januar 532 verbanden sich die vier Zirkusparteien, in die sich das Volk organisiert hatte, und entfachten den Nika-Aufstand. Dabei kam es zu Straßenschlachten und die Kirche der Hagia Eirene, die Thermen des Alexander, zwei kaiserliche Villen, die Basilika des Illus und das Hospiz des Sampson sowie das des Eubulus gingen in Flammen auf, ebenso wie das Haus des Symmachus, die Aquilian- und die Theodorkirche, sowie ein Bogen auf dem Forum Konstantins. Bei der Niederschlagung des Aufstands sollen 30.000 Menschen im Hippodrom niedergemetzelt worden sein. Die Zerstörungen boten Justinian die Möglichkeit zu ehrgeizigen Bauvorhaben, in deren Zuge vor allem die niedergebrannte Hagia Sophia innerhalb von fünf Jahren neu errichtet wurde. Sie wurde am 27. Dezember 537 geweiht. Unterhalb der Basilika (eine im 4. Jahrhundert errichtete Säulenhalle gegenüber dem Augustaion) entstand ein Speicher- und Verteilerbecken, die Yerebatan-Zisterne. Auch das Sampson-Hospiz wurde wieder aufgebaut. 552 konnten Seidenraupen aus China eingeschmuggelt werden, ab dem 7. Jahrhundert lassen sich Seidenwerkstätten beim Großen Palast nachweisen. Erd- und Schuttablagerungen entlang der Küstenlinie belegen den Bau von Wohngebäuden ebenso, wie Baugesetze, die Hausbestände und Bauhöhen festlegten.
Trotz der Prachtentfaltung und der militärischen Erfolge gegen Vandalen und Ostgoten litt die Hauptstadt unter der Überforderung der Ressourcen des Reiches. So traten immer wieder schwere Mangeljahre auf, wie 524, 546 oder 555, als es an Öl, Wein oder Brot mangelte. Ab 542 begann zudem eine zwei Jahrhunderte anhaltende Kette von Pestwellen, die die hauptstädtische Bevölkerung besonders hart traf (Justinianische Pest). Unter Justin II. (567–578) entstand ein Waisenhaus (Orphanotropheion). Um 600 endete fast jede kaiserliche Bautätigkeit (614 wurde eine letzte Ehrensäule aufgestellt), sieht man von Ausbau und Instandhaltung der Verteidigungsanlagen ab. Die Einwohnerzahl sank, vor allem durch die Pestwelle von 747, als man begann, die Toten auch innerhalb der Stadtmauern beizusetzen. Öffentliche Bäder, wie die Zeuxippos-Bäder, wurden als Gefängnisse, vielleicht als Seidenwerkstätten umgenutzt. Die Einwohnerzahl brach auf 30 bis 40.000 zusammen.

### Belagerungen, Epidemien

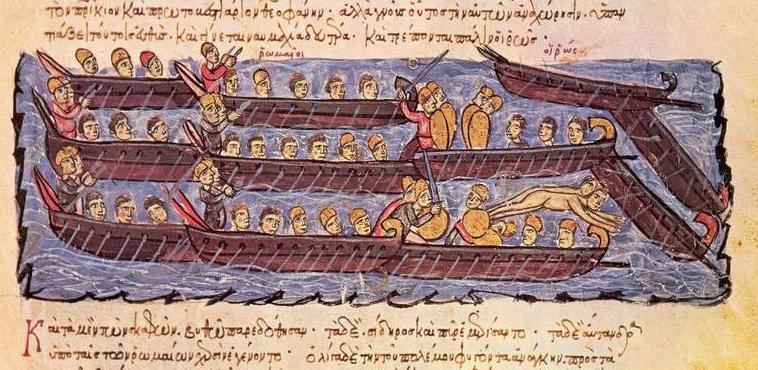
Byzantiner schlagen russischen Angriff von 941 zurück, Chronik des Johannes Skylitzes, 13. Jahrhundert

Militärisch galt Konstantinopel lange Zeit als uneinnehmbar, zahlreiche Angriffe und Belagerungen scheiterten an den Mauern der Stadt. Dazu trug vor allem die Verstärkung der Mauer am Marmarameer bei, die sich über 8,5 km von der Serailspitze bis zum Anschluss an die Landmauern erstreckte. Allerdings wurde sie erst im frühen 9. Jahrhundert geschlossen und danach immer wieder verstärkt. Auch die Mauer am Goldenen Horn wurde im 8. Jahrhundert weiter verstärkt. Zu einer ersten Bewährungsprobe kam es 626 durch den Angriff der Perser und Awaren, wobei es der kaiserlichen Flotte nach zehn Tagen Belagerung gelang, die auf Einbäumen in das Goldene Horn eingedrungenen slawischen Hilfstruppen zurückzuschlagen. Bis 768 blieb die von den Awaren gekappte Wasserversorgung aus dem thrakischen Umland über den Valens-Aquädukt unterbrochen. Im Norden des Goldenen Horns, wo die Awaren durchgebrochen waren, ließ Kaiser Herakleios die Mauern schließen und das hügelige Gebiet kastellartig ausbauen. Dort entstand das Blachernenviertel. Insgesamt waren die Mauern etwa 20 km lang.

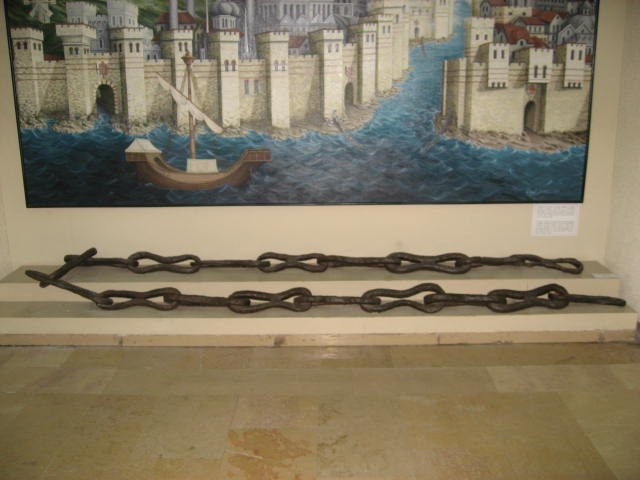
Angeblicher Überrest der Kette, die das Goldene Horn absperrte

Die beiden gescheiterten Belagerungen durch die Araber in den Jahren 674–678 (obwohl eine mehrjährige Belagerung in der neueren Forschung für unwahrscheinlich gehalten wird) sowie 717/18 beendeten den Vormarsch der muslimischen Armeen Richtung Europa. Anastasios II. (713–715) hatte vorsorglich Land- und Seemauern verstärkt, alle Bewohner, die keinen Dreijahresvorrat an Getreide anlegen konnten, mussten die Stadt verlassen. Erstmals fand die Kette Erwähnung, mit der man versuchte, das Goldene Horn abzuriegeln.
Während die Araber im Laufe des 8. bis 10. Jahrhunderts aus Kleinasien zurückgedrängt wurden, eroberten die Bulgaren das Umland der Stadt. Zu einer ersten Belagerung kam es 813. Die Serie der Angriffe riss auch im 9. und 10. Jahrhundert nicht ab, als Bulgaren, Rus (860, 907 und 941) und Ungarn (934), im Jahr 1090 Petschenegen, mehrfach den Versuch einer Eroberung Konstantinopels unternahmen oder zumindest vor die Mauern zogen. In der Regel führten diese Belagerungen zur Verwüstung des thrakischen Umlands der Stadt, und auch das leichter befestigte Kalchedon wurde mehrfach von Persern und Arabern erobert. Infolgedessen sind dort heute kaum noch Spuren der byzantinischen Baukunst zu finden.
Trotz wiederkehrender Stadtbrände, Seuchen, Erdbeben und Tsunamis blieb Konstantinopel bis ins Mittelalter eine der wenigen „Weltstädte“ (neben Bagdad und Córdoba), und die mit Abstand größte christliche Metropole. Unter Justinian stieg ihre Einwohnerzahl noch einmal stark an. In seine Amtszeit fällt allerdings auch die schwere Pestepidemie von 542, bei der zehntausende Menschen (manchen Schätzungen zufolge sogar die Hälfte der Stadtbevölkerung) starben. Bis Mitte des 8. Jahrhunderts ging die Einwohnerzahl drastisch zurück, um dann allerdings unter Basileios II. (976–1025) auf 200.000 und bis ins 12. Jahrhundert auf etwa 400.000, nach anderen Schätzungen sogar 700.000 Einwohner anzusteigen.

### Versorgung

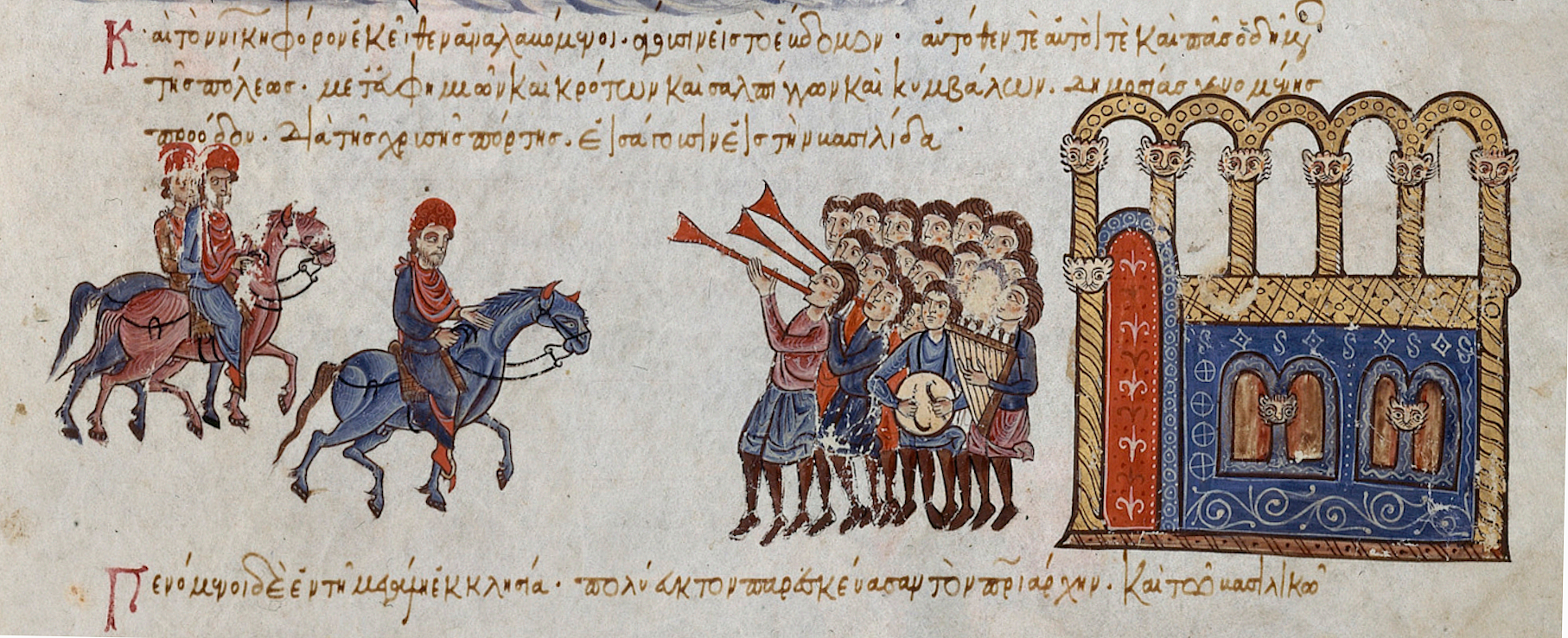
Einzug des Kaisers Nikephoros Phocas nach Konstantinopel durch das Goldene Tor, Chronik des Johannes Skylitzes, 13. Jahrhundert

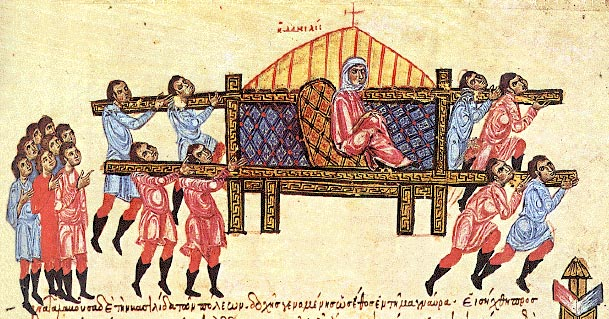
Die Witwe Danielidis wird von Sklaven auf einer Sänfte durch die Straßen Konstantinopels getragen, Chronik des Johannes Skylitzes, 13. Jahrhundert

Die Versorgung der Einwohner stellte die Machthaber vor dauerhafte Probleme, insbesondere im 7. Jahrhundert nach dem Verlust der „Kornkammer“ Ägypten an die Araber, wodurch die Einwohnerzahl wieder zurückging. Um die Warenversorgung sicherzustellen, wurden Häfen an der Küste zum Goldenen Horn und zum Marmarameer aus- oder neugebaut. Bis zum 7. Jahrhundert kamen große Weizenmengen aus Paphlagonien, Griechenland (vor allem Gerste) und Ägypten. Mit der persischen Eroberung Ägyptens im Jahr 619, dann der arabischen Eroberung im Jahr 642 riss die Lieferung von dort zeitweise ab, doch lebte sie bald wieder auf. Allerdings war, so nimmt Teall an, die Einwohnerzahl der Hauptstadt inzwischen auf etwa 250.000 zurückgegangen.
Für die Versorgung der riesigen Hauptstadt mit Trinkwasser wurden mehrere Aquädukte aus dem nordwestlich gelegenen Hügelland errichtet, deren Wasser in mehreren, insgesamt 130.000 m³ fassenden, unterirdischen Zisternen (bspw. der 532 unter Justinian I. fertiggestellten Yerebatan Sarnıçı) gespeichert wurde. Bisher ließen sich 71 solcher Zisternen nachweisen. Allgemein erfasste die Kaiser eine „Baulust“ im 4.–6. Jahrhundert, von der auch Kalchedon – obwohl es ständig im Schatten von Konstantinopel stand – profitierte. So wurde der Hafen erweitert sowie Paläste und Kirchen gebaut.
Wie aussichtslos es auch in Phasen schärfster christlich-islamischer Gegensätze war, den Weizenhandel zu unterdrücken, zeigt die Tatsache, dass Kaiser Theophilos (829–842) feststellen musste, das seine Gattin Theodora gegen seinen Willen ein gewinnträchtiges Monopol für syrisches Getreide errichtet hatte. Ähnlich war es bereits seinem Vorgänger Kaiser Leo V. (813–820) ergangen, der den ägyptischen Kornhandel verbieten ließ. Eine Hungersnot in Ägypten (968–970) hatte aufgrund dieser fortbestehenden Abhängigkeit Hunger in Konstantinopel zur Folge.
Dies änderte sich erst im 11. Jahrhundert, als Ägypten zunehmend für die Kornversorgung der wachsenden islamischen Städte in Anspruch genommen wurde, wodurch sich Konstantinopel seinerseits aus anderen Quellen versorgen musste. Die großen Landbesitzer exportierten auf eigene Rechnung große Mengen von Getreide aus eigenen Verladehäfen (skalai). Der Minister und Favorit Kaiser Michaels VII. (1071–1078), Nikephoritzes, reagierte mit scharfen Maßnahmen, da Teuerungen aufgrund dieser privaten Monopole zu Aufruhr und Plünderungen geführt hatten. So konfiszierte er zwischen 1073 und 1078 die skalai und monopolisierte nun seinerseits den Getreidehandel.
Gebietsverluste infolge militärischer Niederlagen, vor allem der Schlacht von Manzikert im Jahr 1071, zwangen die Byzantiner am Ende des elften Jahrhunderts, Hilfe im christlichen Westen zu suchen. Dem Vordringen der Normannen über Süditalien bis auf das griechische Festland konnte nur dank der Venezianer Einhalt geboten werden. Im Gegenzug wurden ihnen Handelsprivilegien, Zollnachlässe sowie eine Handelsniederlassung in Konstantinopel vertraglich zugesichert. Weitere Hilfsgesuche im Westen führten zum Ausruf des ersten Kreuzzugs durch Papst Urban II., infolgedessen ein Heer aus allen Teilen Westeuropas Richtung Konstantinopel zog, wo im April 1097 die letzten Abteilungen eintrafen. In der Metropole am Bosporus sahen die Kreuzfahrer eine fortschrittliche Infrastruktur, die sie aus keiner ihrer Städte auch nur annähernd kannten. Es gab Aquädukte, Bäder und Kanalisation, Kliniken mit Abteilungen für die unterschiedlichsten Krankheiten, eine große Universität, Polizei und Feuerwehr. Händler aus aller Welt trafen sich auf den Basaren der Stadt, deren großer Reichtum auf dem Überseehandel beruhte. Kaiser Alexios I., der angesichts der barbarisch anmutenden Horden um seine Hauptstadt besorgt war, beeilte sich, das Kreuzfahrerheer auf die asiatische Seite des Bosporus zu befördern. Die gut 50.000 Mann eroberten noch im selben Jahr die nahe gelegene Sultanats-Hauptstadt Nicäa und zogen dann weiter Richtung Jerusalem.
Mit der Invasion durch die seldschukischen Türken im 11. Jahrhundert und dem Verlust der kleinasiatischen Gebiete, verlagerte sich die Kornversorgung vollends nach Bulgarien und Thrakien, Makedonien und Thessalien. Dabei erlangte das seit dem 10. Jahrhundert aufstrebende Rodosto zentrale Bedeutung für die Versorgung der Hauptstadt. Der Fernhandel war nicht mehr, wie vom 6. bis 10. Jahrhundert, vorwiegend auf Luxuswaren ausgerichtet, den die italienischen Händler zunehmend an sich zogen, sondern er lebte neben Rohstoffen für die Textilindustrie vor allem vom Getreidehandel.
1118 bis 1124 entstand das Pantokrator-Kloster (heute Zeyrek Camii), zu dem ein Krankenhaus mit 60 Betten auf fünf Stationen gehörte, dazu ein Altenheim mit 24 Betten. Auch andere Klöster begannen im 11. Jahrhundert sich verstärkt um die Krankenpflege zu kümmern. Das Waisenhaus aus dem 6. Jahrhundert wurde ebenfalls wiederbelebt.

### Auflösung der Verbindung zwischen Hagia Sophia und Kaiserpalast
Die Komnenen (1081–1185) verlegten ihren Wohnsitz ins Blachernenviertel, das eine Mauererweiterung schützte und abriegelte. Die Folge dieser schrittweise erfolgenden Umsiedlung des Hofes war, dass die nun nur noch partiell genutzten Kaiserpaläste verfielen. Zudem veränderten sich die Prozessionswege, die die kaiserliche Familie und der Hofstaat alljährlich absolvierten, was wiederum das Prestige bestimmter Straßenzüge erhöhte und deren Pflege und Ausbau verstärkte bzw. schwächte. Untersuchungen dazu fehlen allerdings noch.

### Quartiere für Venezianer, Pisaner und Genuesen
1082 erhielten die Venezianer ein eigenes Quartier am Goldenen Horn, 1111 die Pisaner, 1155 schließlich die Genuesen. Vier Anlegestellen (skalai) standen Venedig zu, drei Pisa und zwei Genua. Dabei waren die Händler aus Italien durch weitgehende Abgabenfreiheit so stark im Vorteil, dass sie den Fernhandel bald dominierten. Das traditionell freundliche Verhältnis der Byzantiner zu Venedig schlug nach und nach in Feindseligkeit um, wozu die seit 1054 bestehende Kirchenspaltung erheblich beitrug. Hinzu kamen die auf byzantinischem Boden ausgetragenen Machtkämpfe zwischen Venedig, Pisa und Genua. So plünderten Venezianer und Pisaner 1162 und 1170 das Genuesenquartier in Konstantinopel.
Die Griechen empfanden das anmaßende Auftreten der „Lateiner“ als Provokation. Die explosive Stimmung entlud sich 1171, als die byzantinische Regierung zuerst den Besitz Tausender Venezianer konfiszierte und sie anschließend einkerkerte. Damit brach Venedig der wichtigste Markt komplett weg, seine wirtschaftliche Existenz war bedroht. Angeblich wurde sogar der anschließend zu Verhandlungen angereiste Enrico Dandolo geblendet. Trotz eines 1177 geschlossenen Friedens beeinträchtigten das Ereignis der „Lateinerpogrome“ die Beziehung zwischen Konstantinopel und Venedig nachhaltig. Am 9. April 1182 kam es zum sogenannten „Lateinermassaker“, bei dem angeblich 30.000 Menschen umgebracht wurden. 1192 mussten alle Ausländer, die weniger als zwei Jahre in der Stadt lebten, Konstantinopel verlassen. 1202 nahm ein von Venedig ausgerüstetes und vom Dogen Dandolo geführtes Kreuzfahrerheer die Eroberung Konstantinopels in Angriff, unter dem Vorwand die dortigen Thronstreitigkeiten zu klären.

### Eroberung von 1204, Lateinisches Kaiserreich
Kaiser Alexios III. floh vor dem anrückenden Heer, und Isaak II. nahm (wieder) Platz auf dem Thron. Nachdem Isaak II. sowie sein Sohn Alexios IV. (unter ungeklärten Umständen) starben und ihnen Alexios V. auf den Thron folgte, wurden die Kreuzfahrer aus der Stadt verwiesen. Diese bereiteten daraufhin einen erneuten Angriff vor. Am 13. April 1204 gelang es ihnen, die Stadt von der Seemauer am Goldenen Horn her zu stürmen. Die anschließende Plünderung der Stadt dauerte drei Tage. Viele Einwohner der Metropole wurden dabei getötet, zahlreiche Monumente zerstört, Kunstwerke wurden vernichtet oder geraubt, Bibliotheken niedergebrannt und eine große Anzahl der in Konstantinopel aufbewahrten Reliquien über ganz Europa verstreut. Als die Kreuzfahrer eine Moschee entdeckten (seit 718 gab es infolge der Anwesenheit muslimischer Händler und Kriegsgefangener nach der Belagerung von Konstantinopel (717–718) angeblich eine erste, im 12. Jahrhundert außerhalb der Seemauer nordwestlich der Galata-Brücke entstand gewiss eine Moschee) und anzündeten, zerstörte das dadurch entstandene Feuer ein ganzes Stadtviertel. Allein drei Brände im Juli und August 1203 sowie im Jahr 1204 richteten große Schäden an. Hinzu kam, dass viele byzantinische Familien flohen und ihre Häuser verfielen.
Die Kreuzfahrer teilten das byzantinische Gebiet auf und errichteten das Lateinische Kaiserreich. Drei Achtel ("ein ganzes und ein halbes Viertel") des Reiches und ebenfalls drei Achtel der Hauptstadt fielen dabei an Venedig. Dies bedeutete, dass zwischen Mittelstraße (Mese) und Goldenem Horn alles an Venedig fiel, der venezianische Bailò residierte im Pantokratorkloster. Kaiser Balduin übernahm den Großen Kaiserpalast, sein Bruder Heinrich zog in den Blachernenpalast. Jedoch geriet Balduin bereits 1205 in bulgarische Gefangenschaft, sein Bruder folgte ihm im Amt. So verfiel der alte Palast weiter. Nach 1220 ließ sich in der Kirche der Maria Kyriotissa (Kalenderhane-Moschee) eine Gruppe Franziskaner nieder.
Kaiser Konstantin (XI.) Laskaris war 1204 nach Nikaia geflohen. Dort entstand ein kleines Machtgebilde (Kaiserreich Nikaia) in günstiger Lage nicht weit vom Bosporus entfernt, das der Kaiserbruder Theodor bald vergrößerte. Gleichzeitig war ein Abkömmling der 1185 entmachteten Komnenendynastie nach Trapezunt entkommen. Theodor Angelos von Epiros, der sich 1224 in Thessaloniki zum Kaiser erheben ließ, so dass nun drei griechische Kaiserreiche bestanden, bedrängten das junge Reich von Westen, Nikaia von Osten. 1230 schlugen jedoch die Bulgaren in der Schlacht von Klokotniza das Heer des Theodor Angelos, der in der Schlacht ums Leben kam. Johannes Vatatzes, Nachfolger des Theodor Laskaris, war nun der Hauptgegner. Nur die unüberwindlichen Doppelmauern des Theodosius und die Schlagkraft der venezianischen Flotte konnten die schrumpfende Metropole noch schützen.

### Rückeroberung, italienische Dominanz, Verlust des Umlands (ab 1261)

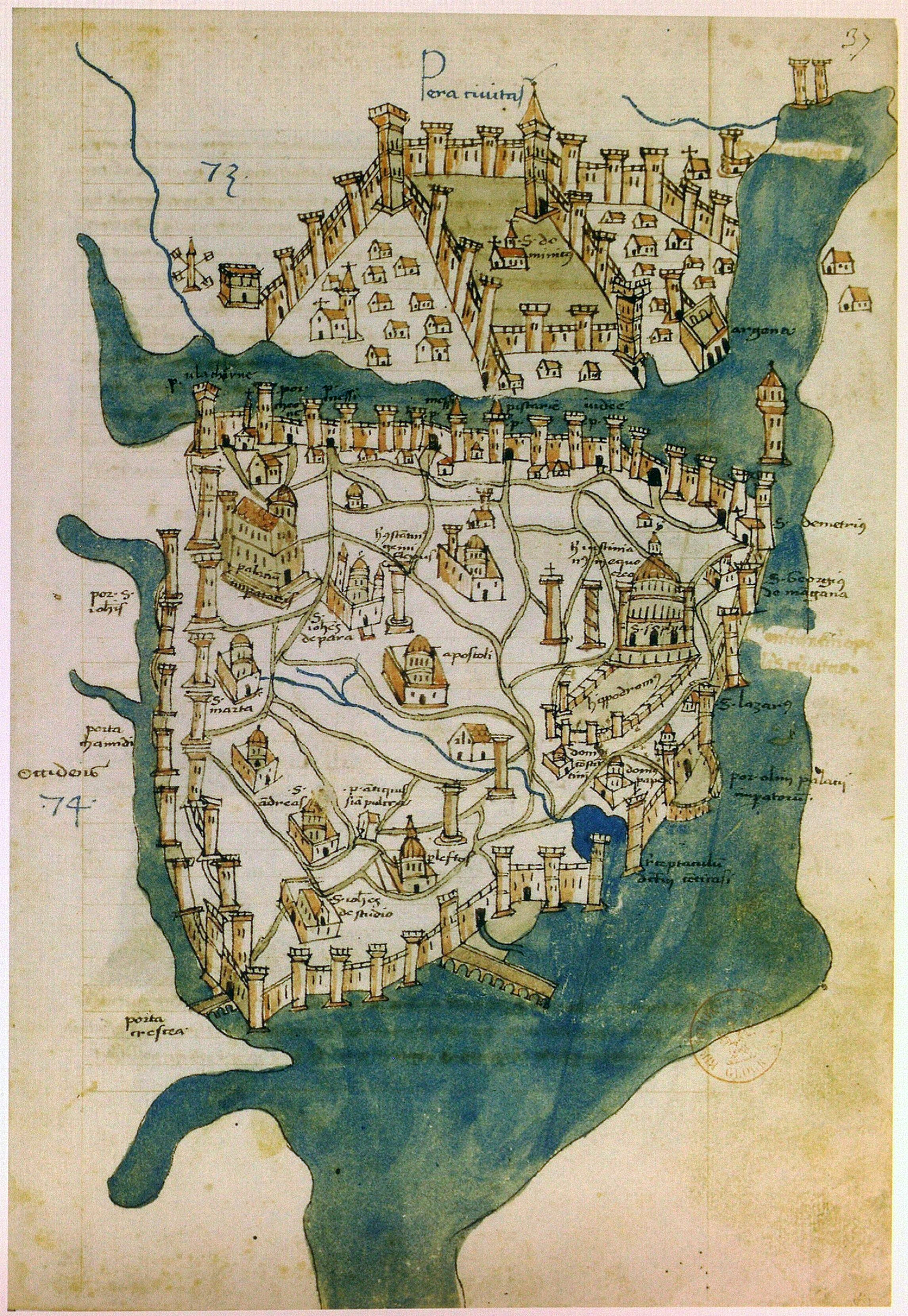
Konstantinopel-Karte von 1420 in Cristoforo Buondelmontis Liber insularum archipelagi. Paris, Bibliothèque nationale de France, Département des Cartes et Plans, Ge FF 9351 Rés., fol. 37r

1261 gelang dem Kaiserreich Nikaia die Rückgewinnung der Hauptstadt im Handstreich. Das Byzantinische Reich wurde in vergleichsweise bescheidenem Umfang wiederhergestellt, und es konnte für wenige Jahrzehnte erhebliche Teile des Balkans zurückgewinnen. Es verlor aber in der Folge immer weitere Gebiete seines Territoriums, zunächst in Kleinasien an die Türken, dann auf dem Balkan an die Serben. Um 1300 hatte Konstantinopel noch etwa 100.000 Einwohner. Seine Rolle als wichtigstes Handelszentrum des Mittelmeers hatte es an die italienischen Hafenstädte verloren. Die Genuesen erhielten 1267 ein Quartier. Es entstanden Handelsniederlassungen im Stadtteil Pera (heute Beyoğlu) auf der nördlichen Seite des Goldenen Horns. Trotz ausdrücklichen Verbots befestigten sie die Stadt 1307. 1348 errichteten sie – erneut gegen den kaiserlichen Willen – auf dem Gipfel des Hügels einen großen Wehrturm, den Galataturm.
1326 begann der Siegeszug der Osmanen. Osman I., ein Heerführer eines kleinen türkischen Stammes, eroberte zunächst Bursa und dann große Teile Anatoliens, Emirate an der Ägäisküste und Teile des europäischen Festlandes. Byzanz glich bald einer Insel im Osmanischen Reich. Im 15. Jahrhundert bestand es nur mehr aus dem eigentlichen Stadtgebiet und umliegenden Dörfern; die Einwohnerzahl sank auf etwa 40.000.
Ab 1324 durften die Venezianer auch Getreide von der Krim, das bisher immer über Konstantinopel gelaufen war, auch auf Märkten des Reiches verkaufen, mit Ausnahme des Fruchtmarktes von Konstantinopel selbst. Damit erhöhte sich die Abhängigkeit der Stadt von venezianischen Getreidelieferungen weiter. Um die Versorgung der Stadt mit Weizen zu sichern, mussten die Bauern nach 1307 wieder eine Naturalabgabe leisten. Nach 1305 drängten, bedingt durch marodierende Soldaten, so viele Flüchtlinge in die Stadt, dass Patriarch Athanasios I. den Kaiser aufforderte, angesichts der Lebensmittelknappheit und des Schwarzmarktes für Weizen den An- und Verkauf sowie das Backen von Brot staatlich zu kontrollieren. 
Dagegen standen die Interessen der Genuesen, die von der Versorgung der Hauptstadt profitierten und sie nach 1312 weitgehend beherrschten.
Ab 1352 gelang den Osmanen die Eroberung des thrakischen Umlands, 1371 wurden die Bulgaren ihre Vasallen, 1390 die Emirate an der Ägäisküste. Ihr Gebiet reichte fast bis in Sichtweite der Stadt. Der wirtschaftliche Niedergang wirkte sich zermürbend auf den zentralistischen Staat aus, der in ein System von Apanagen zerfiel. In seiner finanziellen Not besteuerte der Staat 1341 alle Getreideverschiffungen, die aus byzantinischen Städten Konstantinopel erreichten, mit einer Sondersteuer, dem commercium. Um die Einnahmen zu erhöhen, subsumierten die byzantinischen Beamten auch solche Städte darunter, die längst nicht mehr zu Byzanz gehörten.
Kaiser Johannes V. lehnte sich ab 1370 weitgehend rückhaltlos an Venedig an, 1369 war er sogar Katholik geworden. 1376 verkaufte er die Insel Tenedos, die die Einfahrt zu den Dardanellen kontrolliert, an Venedig, zumal Byzanz praktisch keine Flotte mehr besaß. 1437 hatte die Stadt vermutlich noch 40.000 Einwohner.

### Osmanische Eroberung, 1453

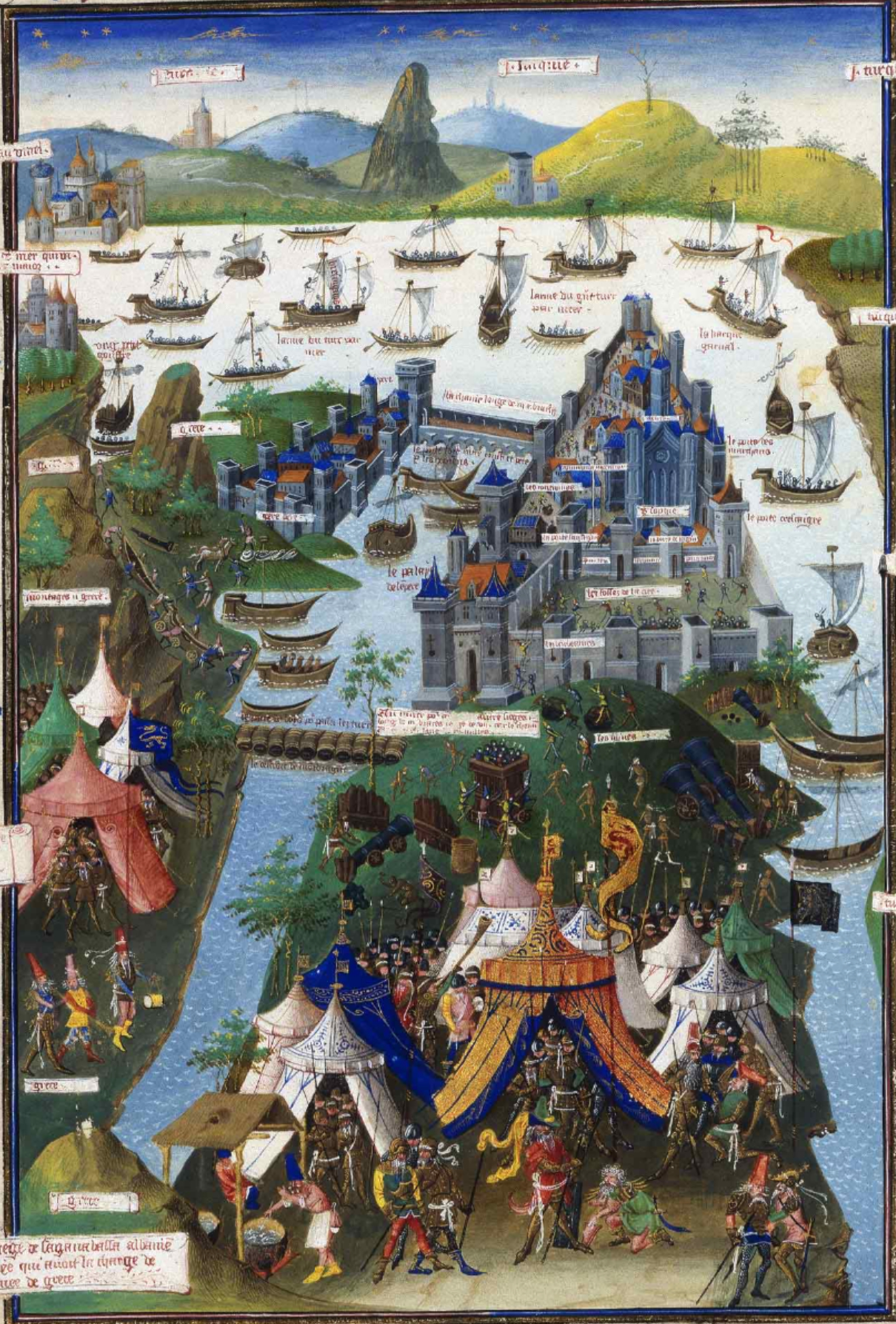
Belagerung von Konstantinopel (Ausschnitt aus einer Buchmalerei, 1455)

In der Nacht vom 28. auf den 29. Mai 1453 ließ der Sultan seine Schiffe mit Hilfe von Holzplatten und Tierfett vom Schwarzen Meer über das Festland bis in die Bucht von Konstantinopel ziehen. Gegen Morgen mussten die Belagerten zusehen, wie die Truppen ihre Stadt in kürzester Zeit eroberten.

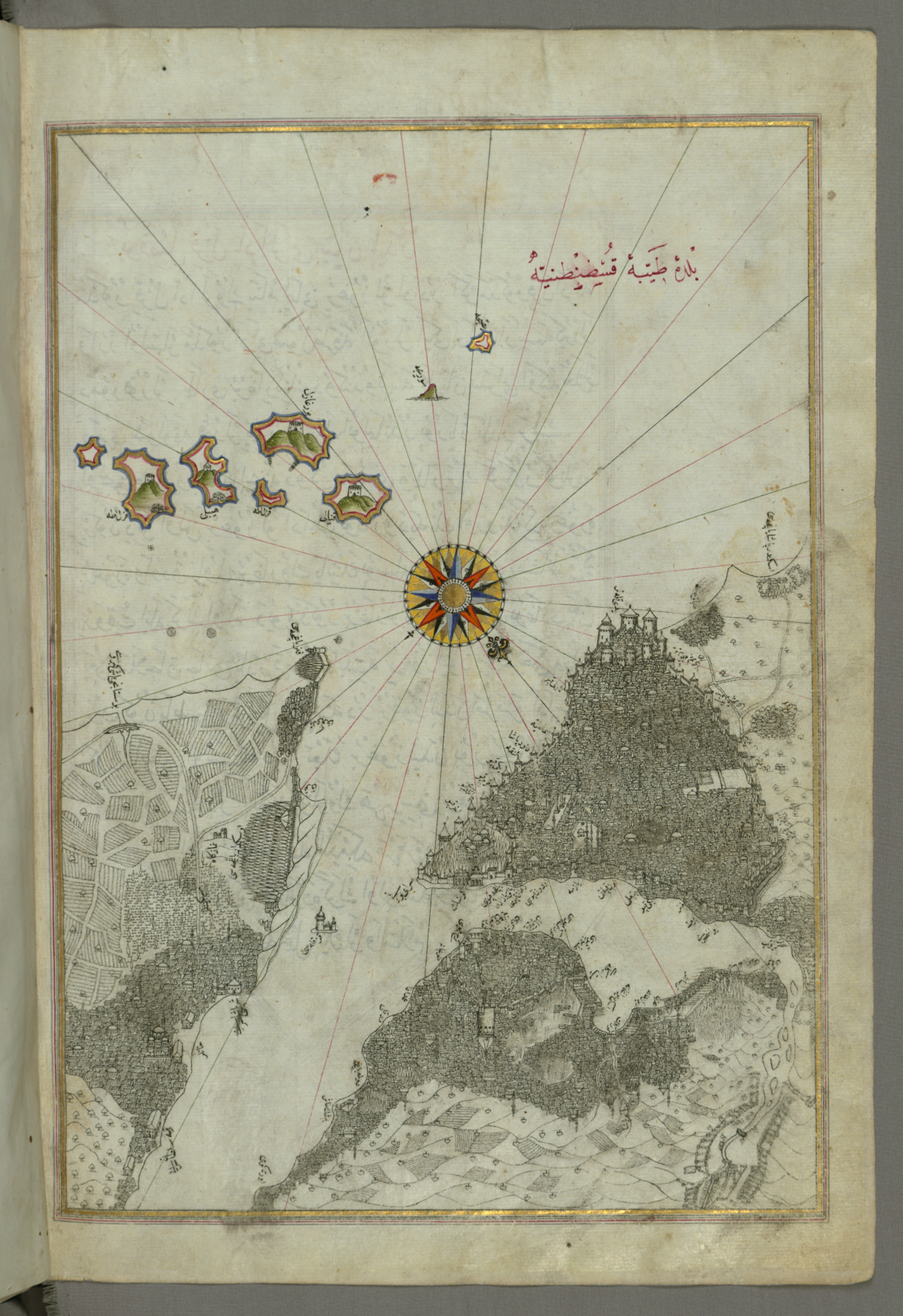
Karte Istanbuls, Piri Reis (17. Jahrhundert)

Nun prägten die muslimischen Herrscher, die Konstantinopel zur Hauptstadt ihres Reiches machten, das Stadtbild neu. Viele Kirchen, deren bedeutendste die Hagia Sophia war, wurden um Minarette ergänzt und zu Moscheen umgebaut. Bald durften die vertriebenen Griechen und Armenier jedoch zurückkehren und sie prägten das multikulturelle Bild einer im europäischen Vergleich toleranten Metropole bis zum Ende des Osmanischen Reiches.

## Osmanische Zeit (ab 1453)

### Istanbul und Konstantinopel
Nach der Eroberung nannten die Türken die Stadt im Alltagsgebrauch Istanbul, auch wenn der offizielle Name bis in die 1920er Jahre weiter Konstantinopel blieb; auch wird bis heute im griechischen Sprachbereich Konstandinúpoli gesagt. Der Name Istanbul (im deutschen Sprachraum früher auch Stambul) leitet sich aus dem griechischen εἰς τὴν πόλι(ν), in der Koine zu is tin boli(n) verschliffen, ab, was in die Stadt bedeutet und sich der Legende nach als Aufschrift auf Wegweisern in der Umgegend der Stadt Konstantinopel fand. Von den Türken wurde es als Name der Stadt verstanden. Johannes Schiltberger berichtet Anfang des 15. Jahrhunderts: „Constantinopel hayssen die Christen Istimboli und die Thürken hayssends Stambol“. Mehmed II. benutzte in offiziellen Dokumenten und auf Münzen die Formen Kustantiniya oder Kostantiniye. Daneben existierten mehrere Umschreibungen, wie Pforte der Glückseligkeit, Gute Stadt oder Haus des Kalifats.

### Hauptstadt des Osmanischen Reichs (1453–1923)
Die Stadt wurde Residenz der Sultane und Hauptstadt des Osmanischen Reiches. Sie behielt neben der politischen große wirtschaftliche und kulturelle Bedeutung und erhielt Zuzug aus allen Teilen des wachsenden Reiches. Das Patriarchat blieb erhalten, bis 1821 spielten Griechen (Phanarioten) eine wichtige Rolle. Die rudimentäre innere Verwaltung übernahm als erster Hızırbey Çelebi, der die Funktion des Şehremini übernahm, der für die Alte Stadt verantwortliche, vertrauenswürdige Mann. Daneben spielten aber vor allem die Kadis (Istanbul Kadısı) eine wichtige Rolle, die religiösen Richter. Von letzteren ist bis 1858 eine Reihe von 422 Amtsinhabern überliefert, mit der Reform dieses Jahres erhielt das Amt einen neuen Funktionsumfang. In diesem Amt folgten bis 1923 weitere 51 „Bürgermeister“.
1477 zählte man 16.324 Hausstellen in Istanbul und Galata. Daraus lässt sich allerdings mangels Kenntnissen über die Durchschnittsgrößen der „Haushalte“ nur ungefähr hochrechnen, dass die Stadt inzwischen wieder mindestens 80.000 Einwohner hatte. Dabei zählte man 9.517 muslimische, dazu 3.151 Hausstellen von Griechen und 3.095 von Armeniern, Zigeunern und Lateinern, dazu 1.647 jüdische Hausstellen. Dieser Bevölkerungsanstieg war die Folge der Prosperität, aber auch der Ansiedlungspolitik Mehmeds II., der den steuerfreien Bezug unbewohnter Häuser anbot. Der Topkapı-Palast wurde Sitz des Hofes, das Frauenhaus war allerdings bis Mitte des 16. Jahrhunderts im Eski Saray am Forum Tauri untergebracht. Bayezid II. nutzte die Gelegenheit, als die Spanier die Juden 1492 aus ihrem Land vertrieben, einige Tausend Flüchtlinge nach Konstantinopel zu holen. Ende des 15. Jahrhunderts zählte die Stadt wieder mehr als 100.000 Einwohner. Mit der Eroberung Ägyptens unter Selim I. (1512–1520) im Jahr 1517 wurde Konstantinopel zum Sitz des Kalifen und zahlreiche Künstler gingen von Kairo an den Bosporus. Mitte des 16. Jahrhunderts zogen zahlreiche Griechen in die Stadt. Doch ein schweres Erdbeben mit einem anschließenden Tsunami warf Konstantinopel am 10. September 1509 auf Jahre zurück. Mehr als tausend Häuser wurden zerstört, 4 bis 5000 Menschen starben, etwa 10.000 wurden verletzt. Die Mauern von Galata wurden beschädigt, ebenso der massive Turm der Stadt. Aksaray wurde überschwemmt, die Mauern von Yenikapı übersprungen, die Mauern um die Schiffswerften brachen zusammen. Die Stärke des Bebens wurde auf nahe 8,0 geschätzt, die Höhe der Wellen auf mehr als 6 m.
Unter Süleyman dem Gesetzgeber (1520–1566) war Istanbul die Hauptstadt eines riesigen Reiches, das von Ungarn bis Bagdad und Algerien reichte. Das Osmanische Reich war am Gipfel seiner Macht, was sich in einer Vielzahl von Palästen und Moscheen des Architekten Sinan, des größten osmanischen Baumeisters, widerspiegelt. Für die Lebensmittelversorgung war der Sultan verantwortlich, der auch vor Wucher, Korruption und anderem Missbrauch schützen sollte. Ausführende Organe waren in einem Gemisch von Einflussnahme führender Familien, Patronage und mehr oder minder rationaler Beamtenauswahl und -ausbildung dafür geschaffene Institutionen. Der diplomatische Verkehr, etwa mit dem Heiligen Römischen Reich, war noch zur Zeit der Belagerung Wiens (1529) von Gesandtschaftsreisen bestimmt, eine dauerhafte diplomatische Vertretung bei der Hohen Pforte gab es noch nicht. Als es 1530 zu Verhandlungen in Konstantinopel kam, war die Verhandlungssprache Kroatisch, da man am Bosporus über keinen geeigneten Dolmetscher für die deutsche, in Wien über keinen für die türkische Sprache verfügte.

### Wirtschaftliche Basis
Die Gegenwart des Hofes und des wachsenden Beamtenapparats, des Militärs und der Flotte bewirkten einen hohen Bedarf an Massengütern, vor allem aber an Luxusgütern. Daher importierte Istanbul beständig erheblich mehr Güter, als es selbst produzierte. Die Nahrungsmittel für eine so große Bevölkerung zu gewinnen, einzuführen und zu verteilen war eine gewaltige Aufgabe. Um die Versorgung sicherzustellen, machten die Osmanen das gesamte Umland und den Schwarzmeerraum zum Hinterland der Stadt, auf deren Bedürfnisse beinahe jede ökonomische Aktivität ausgerichtet wurde. Darauf stellte sich das Transportgewerbe in der Stadt ein, das vor allem mit Getreide und anderen Lebensmitteln, mit Baumaterial, Kleidung, Leder, Heiz- und Leuchtmaterial zu tun hatte. Die sonstigen Güter, die in der Stadt produziert wurden, wurden dort auch weitgehend konsumiert. Der Austausch fand auf den Märkten statt, also vor allem am Großen überdachten Basar und am Goldenen Horn, eine Struktur, die die Osmanen von den Byzantinern übernommen hatten. Schon gegen Ende des 15. Jahrhunderts fanden sich im Basar mehr als tausend Läden. Dabei waren die Märkte für Obst und Gemüse, der für Getreide und der den En-gros-Verkauf voneinander getrennt. In Galata bestand zwischen Karaköy und Kasımpaşa ebenfalls ein äußerst lebhafter Markt. Vor allem die Lebensmittelhändler waren im ganzen Stadtgebiet verstreut. Dennoch ballten sich manche Gewerbe in bestimmten Bezirken, wie etwa die Schlachter und Gerber in Yedikule und Edirnekapı, wo auch die Lampenmacher saßen, die Sattelmacher in Saraçhane. Ende des 16. Jahrhunderts lassen sich über 100 Handwerkergilden nachweisen, die 1582 an einem feierlichen Umzug teilnahmen. 1669 wurden 139 Gilden aufgelistet, die insgesamt 32.150 Geschäfte in Istanbul repräsentierten. Zwar ist der Anteil der Handwerker an der Gesamtbevölkerung schwer zu ermitteln, doch lag ihr Anteil im benachbarten Bursa bei 18 bis 24 %. Die Gesamtzahl der Einwohner wird heute etwas vorsichtiger geschätzt, manche meinen, sie habe im 17. Jahrhundert bei 250.000 bis 300.000 gelegen, andere Schätzungen liegen höher. Jeden Tag brauchte die Bevölkerung 300 Tonnen Getreide. In jedem Falle bekämpfte die Regierung den Zuzug, den vor allem Aufstände, wie die Celali-Aufstände von 1519, 1526–28, 1595–1610, 1654–55 und 1658–59 enorm verstärkten. Etwa 40 % der Bevölkerung dürften außerhalb der alten Stadtmauern gelebt haben.

### Istanbul-Konstantinopel und die drei Städte

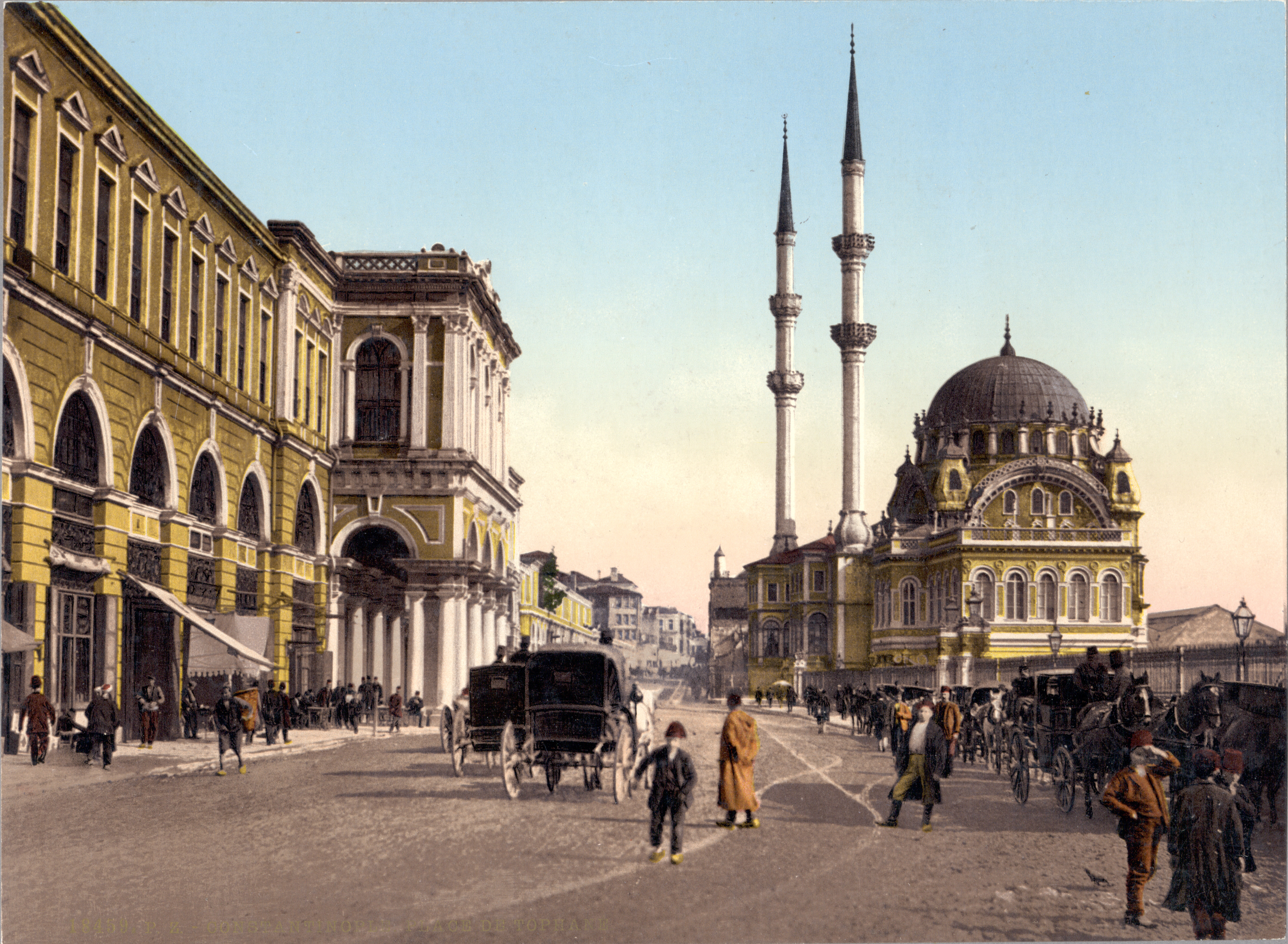
Der Tophane-Platz im Jahr 1890

Im Laufe des 17. Jahrhunderts erlahmte die Bautätigkeit der Sultane und der osmanischen Großen, nachdem der Palastbezirk und mehrere Moscheekomplexe, Märkte, Karawansereien und Militärbauten entstanden waren. So entstand 1609 zwar noch die Sultan-Ahmed-Moschee am At Meydanı und die 1663 die Yeni Camii in Eminönü, doch Bautätigkeiten bezogen sich eher auf die Expansion der Stadt in die Nachbarschaft, also nach Galata, Üsküdar auf der asiatischen Seite und Eyüb westlich der Landmauern, die gemeinsam „die drei Städte“ genannt wurden. Istanbul war der Anziehungspunkt für die Minderheiten – so saßen die Patriarchate der Griechen und Armenier in Fener und Kumkapı im Bezirk Fatih –, dort fanden sich die wichtigsten Märkte, die Politik wurde gesteuert, dort saßen die Behörden. Galata, das die Osmanen zwar 1453 besetzt hatten, blieb weitgehend erhalten und die ortsansässige Bevölkerung wanderte nicht ab. Daher war es auch der bevorzugte Wohnort der später hinzukommenden Europäer, die hier gewohnte Milieus, Sprachen und Kulturen vorfanden. Hinzu kam, dass sich dort Magazine und Geschäfte befanden, aber auch die osmanischen Militäranlagen am Goldenen Horn, die sich bis heute dort befinden. Die Schiffe entstanden in der Tersane, der großen Werft in Kasımpaşa, und Waffen entstanden in Tophane, das dem Stadtteil seinen Namen gab. Eyüb hatte wiederum einen gänzlich anderen Charakter. Dort bestanden Gärten, Parks und Weiden, Fischer lebten dort, Schlachter und Gerber, aber auch Lampenmacher. Der Ort zog eher Muslime an, zumal sich dort zahlreiche Moscheebezirke entwickelten und es sich um das Grab des verehrten Gefährten Mohammeds Ebu Eyüb el-Ansari handelte, der während der ersten arabischen Belagerung Konstantinopels im 7. Jahrhundert ums Leben gekommen war. Üsküdar war wiederum ein wichtiger Punkt für den internationalen Transithandel, der von Armeniern und Europäern geleistet wurde; von hier nahmen alle Militärkampagnen Richtung Osten ihren Ausgangspunkt. Doch machte sich gegen Ende des 16. Jahrhunderts eine Erstarrung des wissenschaftlichen Interesses bemerkbar, wie sie sich etwa in der Zerstörung des Istanbuler Observatoriums im Jahr 1582 auf Anordnung des Scheichülislam manifestierte.

### Ordnungsversuche und Aufstände

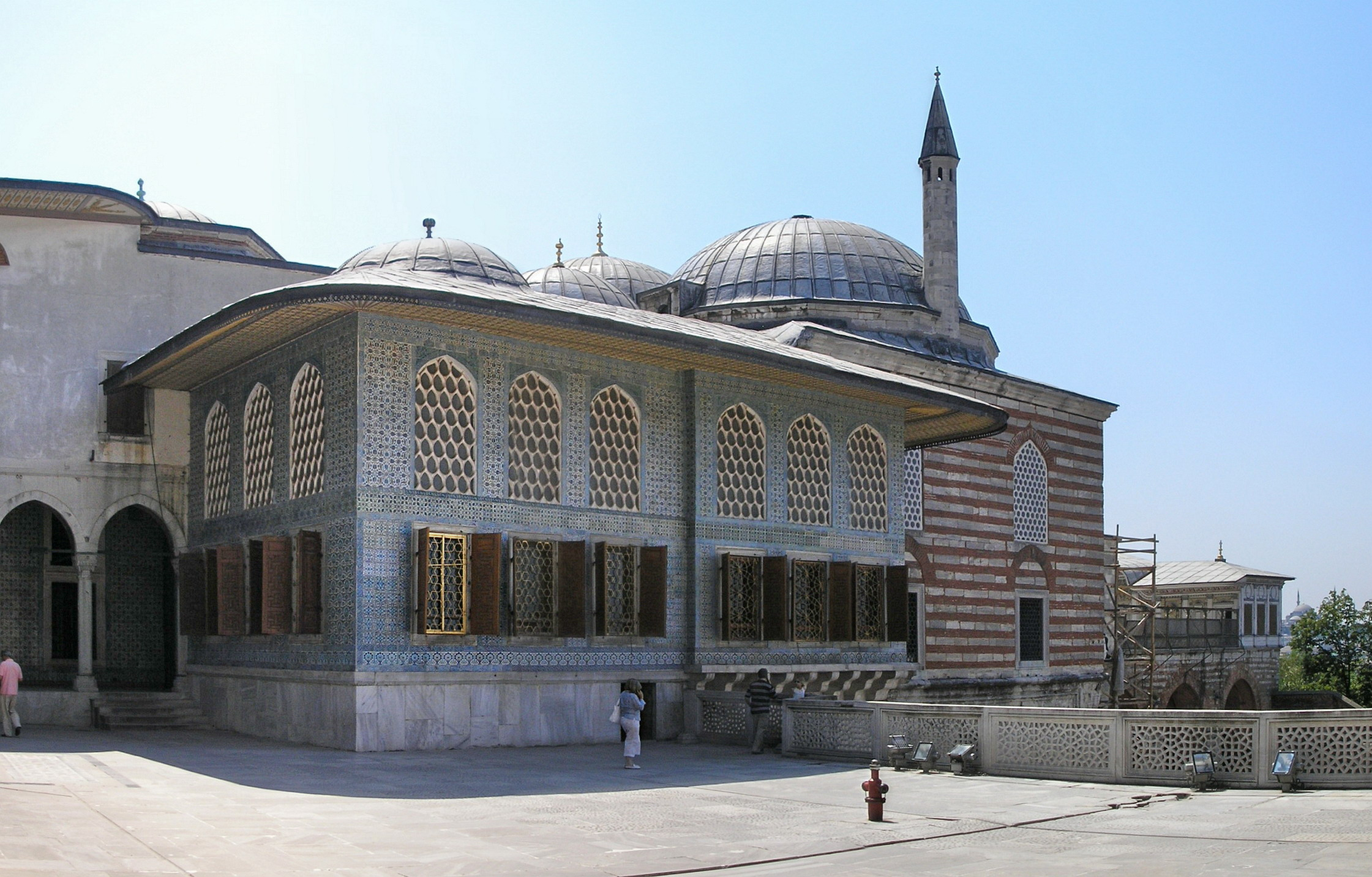
Der Kafes, das „Prinzengefängnis“, in dem übergangene Verwandte des Thronfolgers unter Kontrolle gehalten wurden

Im Gegensatz zur früheren Forschung, die in der osmanischen Geschichte nach dem 16. Jahrhundert nur einen langen Niedergang sah, sieht die jüngere Forschung eher einen Wandel von einem zentralistischen, von feudalen Strukturen gekennzeichneten Staat zu einem dezentralisierten, ökonomisch bestimmten und weniger autokratischen Regiment. Außerdem wurde die Nachfolge so geregelt, dass es nicht immer wieder zu Bruderkämpfen kam, wobei der Sieger jedes Mal seine Brüder umbringen ließ. Seit Ahmed I. (1603–1617) ging man zu einer geregelteren Nachfolge über. Die Nachfolgekämpfe fanden nun nicht mehr zwischen den Armeen in den Provinzen statt, sondern am Hof in Istanbul. Gleichzeitig erhielten die Großwesire erheblich mehr Einfluss; sie zogen um 1654 in den Paşa Kapısı gegenüber dem Sultanspalast.
Diese Veränderungen in der Machtkontrolle in Verbindung mit Veränderungen in der Armee führten zu einer Reihe von Aufständen, bei denen es 1622, 1648 und 1687 dazu kam, dass der Sultan abgesetzt wurde, zu weiteren Aufständen kam es 1632, 1655 und 1656. Möglicherweise als Konsequenz aus diesen Unruhen und dem hohen Risiko, wie in den Jahren 1622 und 1648 geschehen, dass der Sultan zu Tode kam, zogen die Herrscher einen Aufenthalt in Edirne ab der zweiten Hälfte des 17. Jahrhunderts vor. Revolten wurden geradezu zu einem Kennzeichen der politischen Kommunikation zwischen dem komplexen Hof und der Gesellschaft, denn die rebellischen Janitscharen verbanden sich oftmals mit der Stadtarmut und den einfachen Handwerkern.

### Anzeichen des Niedergangs
Diese Rebellionen wurden aber auch durch eine ausgeprägte Inflation und damit Verarmung angetrieben, die als osmanische Preisrevolution bekannt wurde, und die die Jahre zwischen etwa 1580 und 1650 prägte. Unter den wohl auch durch die staatlichen Aufwendungen bedingten Abwertungen des Akçe, einer Münze, die ursprünglich 1,2 g wog, ein Gewicht, das nach 1600 auf 0,33 g sank, litt der Handel. Daher wurden größere Silbermünzen aufgelegt, wie der Para. Er wurde unter Murad IV. (1623 bis 1640) eingeführt. 40 Para entsprachen einem Kuruş oder Piaster. Dennoch setzte sich die Inflation fort, während die oftmals staatlich vorgegebenen Preise nur langsam angepasst wurden. Die betroffenen Gewerbe und Handwerke verarmten. Gleichzeitig zog der Staat seine Abgaben immer mehr in Münzen ein, und zwar bevorzugt in „guten“, also europäischen, und akzeptierte immer weniger osmanische Münzen oder gar Naturalien. Ein Steuerpächtersystem etablierte sich zudem in den Provinzen. Die Köprülü-Wesire, die von etwa 1656 bis 1683 die Reichspolitik beherrschten, versuchten Lösungen zu finden, um dem Zusammenbruch zu entgehen. 1657 gelang an den Dardanellen ein Sieg über Venedig und Aufstände konnten niedergeschlagen werden. So reagierte die Regierung zwar, doch es gelang nicht, zu grundlegenden Lösungen vorzustoßen.
Wie so oft in religiös dominierten Gesellschaften, die in eine allgemeine Krise geraten, so glaubten viele Bewohner die Lösung für die Nöte in fundamentalistischen Bewegungen finden zu können. Sie folgten vor allem Männern, wie Kachzade Mehmed († 1635), die eine Rückkehr zum als einfach imaginierten Leben zu Zeiten Mohammeds forderten. Sie wandten sich gegen alles, was sie als modern empfanden, wie Kaffee trinken, Rauchen oder das zikr, die Sufi-Praxis des leisen oder lauten Nennens der Namen Gottes. Kadizadeli und Sufiorden bekämpften sich oftmals in großen Straßenkämpfen. 1633 und 1662 kam es zu Verboten von Kaffeehäusern und Tavernen, 1685 wurde selbst Nichtmuslimen der Genuss von Wein untersagt, und Männer wie Vani Mehmed, ein Berater Mehmeds IV., erlangten großen Einfluss.

### Anzeichen der Erholung

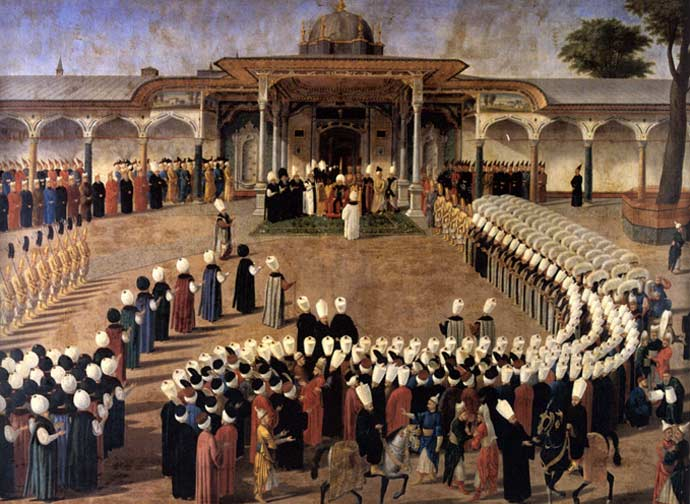
Audienz bei Selim III. (1789–1807) vor dem Tor der Glückseligkeit

Im 18. Jahrhundert kam es zu einem Wiederaufleben der von den in Edirne lebenden Sultanen vernachlässigten Stadt. Zwischen 1703 und 1808 entstanden über 300 prachtvolle Privathäuser und Serails. Mahmud I. (1730–1754) und auch seine Nachfolger statteten die Stadt mit Palästen, Brunnen und Parks aus. Zwar stammt ein sehr großer Teil der erhaltenen Handschriften aus der Zeit nach der allgemeinen Verbreitung des Buchdrucks in Europa, doch wurden sie eifrig kopiert. Im 18. Jahrhundert waren in der Stadt angeblich 90.000 Kopisten tätig.
Zugleich nahm ab etwa 1760 die Abhängigkeit vom Getreide Ägyptens rapide ab. Diese Rolle übernahmen Gutshöfe (Çiftlik) auf dem Balkan und in Anatolien. Ab 1792 brachten osmanische Griechen russisches Getreide an den Bosporus.

### Reformen und Modernisierung, Nationalismen, ethnische Zuwanderung (19. Jahrhundert)
Fehlende Reformen, Korruption, militärische Niederlagen sowie die Abschottung gegen moderne Tendenzen bewirkten, dass man trotz einer eindrucksvollen Fassade im 19. Jahrhundert schließlich vom „kranken Mann am Bosporus“ sprach, wenn man das Osmanische Reich meinte. Beginnend mit den Tanzimat-Reformen von 1839 entstand eine zivile Beamtenelite, die 1890 aus mindestens 35.000 Karrierebeamten bestand, nicht mehr aus eingesetzten. Diese waren allerdings nur zu einem geringen Teil in Istanbul tätig, sondern überwiegend in den Territorien. Parallel dazu reduzierte sich die Zahl der Schreiber, die um 1700 noch nach Tausenden zählten, drastisch.
1812 traf eine schwere Pestwelle die Stadt, die etwa 150.000 Einwohner das Leben kostete, 1836 folgte eine weitere Epidemie, bei der 80.000 Menschen starben. Doch zwischen 1824 und 1845 verschwand die Krankheit aus dem Reich, sieht man von Kurdistan und dem Irak ab. Noch um 1700 war Istanbul die größte Stadt der Welt, obwohl sich ein ökonomischer und demographischer Stagnationsprozess abzeichnete. Dennoch war Istanbul um 1800 mit seinen 580.000 Einwohnern immer noch die viertgrößte Stadt der Welt, nach Peking, London und Kanton, und noch vor Paris. 1878 zählte man 546.437 Einwohner, 1885 waren es bereits 873.565, von denen allerdings 129.243 Untertanen anderer Staaten waren, was einem Ausländeranteil von knapp 15 % entsprach. 1913 war Istanbul eine von 13 Städten mit mehr als einer Million Einwohner.
Die Lohnverhältnisse stellten sich günstiger dar, als etwa in Leipzig oder Wien, misst man die Handwerkerlöhne in Weizenäquivalenten.
In Istanbul war Nichtmuslimen das Reisen in der Stadt untersagt. Güter wurden meist durch menschliche Kraft bewegt, von Tieren gezogene Karren waren um 1800 die Ausnahme. Durch die nach westlichem Vorbild errichteten Straßen wurden Straßenbahnschienen verlegt. Diesen Fahrzeugen gingen mit Stöcken ausgestattete Männer voran, die die Hunde vertreiben sollten. Istanbul begann den technischen Rückstand an vielen Stellen aufzuholen, und wurde darin zudem schneller. Nachdem 1895 mit den Lumière-Filmen erste filmische Darbietungen in Paris erfolgt waren, wurden diese im nächsten Jahr bereits in Istanbul aufgeführt. Lange vor Westeuropa bewirkte die Topographie Istanbuls etwas, das in Westeuropa noch lange die Ausnahme war, nämlich, dass die städtischen Führungsschichten nach einem Haus mit Meerblick verlangten. Die beiden Bahnhöfe der Stadt, die deutsche Architekten 1887 und 1909 fertigstellten, empfingen Reisende aus Europa mit einer orientalisierenden, Reisende aus Kleinasien mit einer griechisch-klassizistischen Fassade.
Die Stadt zog alle Minderheiten des Reiches an, gewann den Nimbus einer multiethnischen Metropole. Schon im 8. Jahrhundert wanderten Armenier in die Stadt, in Pera zählte man im 12. Jahrhundert 2500 Juden, dazu mindestens 7.000 Italiener. Die Armenier stellten Kaiser und man nimmt an, dass 10 bis 15 % der byzantinischen Aristokratie armenischen Ursprungs waren. Die Kuppel der Hagia Sophia wurde von 989 bis 994 vom armenischen Baumeister Trdat restauriert. Dennoch lässt sich eine eigenständige kirchliche Organisation erst ab etwa 1360 nachweisen, erste armenische Bischöfe gar erst 1433. Sultan Mehmed II. sorgte dafür, dass ein armenisches Patriarchat in seiner 1453 eroberten Hauptstadt Konstantinopel entstand.
Ab dem 17. Jahrhundert kam es zu einem erheblichen Zuzug von Armeniern aus allen Gebieten des Reichs. Mitte des 19. Jahrhunderts lebten bereits über 220.000 Armenier in Konstantinopel, die mit ihrer eigenen Kultur das Bild der Stadt mitprägten. Der Völkermord an den Armeniern ab 1915 setzte dem schließlich ein Ende.
Auf den griechischen Aufstand 1821 gegen die osmanische Herrschaft reagierte diese mit dem Massaker von Istanbul, das in der Folter und Hinrichtung des Patriarchen von Konstantinopel Grigorios V. gipfelte.
Kulturell übernahm die Stadt zahlreiche Elemente westlicher Kunst. So wurde 1828 Giuseppe Donizetti, der Bruder von Gaetano, im Rang eines Hofmusikdirektors verpflichtet, um in Istanbul eine Oper aufzubauen. Im Jahr 1900 entstand die Universität Istanbul, die fünf Fakultäten aufwies. Sie knüpfte nicht an hergebrachte Traditionen an, sondern entstand nach drei gescheiterten Anläufen nach westlichem Vorbild und besaß einen Hauptakzent auf den Naturwissenschaften.
Nach einem verheerenden Brand im Jahr 1870 wurde Tarlabaşı als eine der ersten Istanbuler Wohngegenden auf dem Reißbrett neu geplant. Es entwickelte sich zum Viertel der Gayrimüslimler, der griechischen, armenischen und jüdischen Mittelschicht.

## Erster Weltkrieg, Ende des Hauptstadtstatus (1914–1923)

Konstantinopel um 1910

Im Ersten Weltkrieg schlug sich das Osmanische Reich am 2. August 1914 auf die Seite der Mittelmächte. Die Entente-Mächte forderten Durchfahrtsrechte durch Bosporus und Dardanellen, was die Hohe Pforte ablehnte. Zwischen dem 19. Februar 1915 und dem 9. Januar 1916 kam es zu schweren Kämpfen um die Dardanellen in der Schlacht von Gallipoli (in der Türkei „Çanakkale Savaşı “, „Krieg von Tschanakkale“ genannt), wo türkische Truppen in einer Stärke von über 315.000 Mann eine Streitmacht des britischen Weltreichs von fast 470.000 Mann mit deutscher Unterstützung unter Otto Liman von Sanders abwehrten. Etwa eine Viertelmillion Menschen wurden dabei getötet. Doch im März 1917 fiel Bagdad an die Briten, in der Palästinaschlacht erlitten die Osmanen im September 1918 die entscheidende Niederlage.

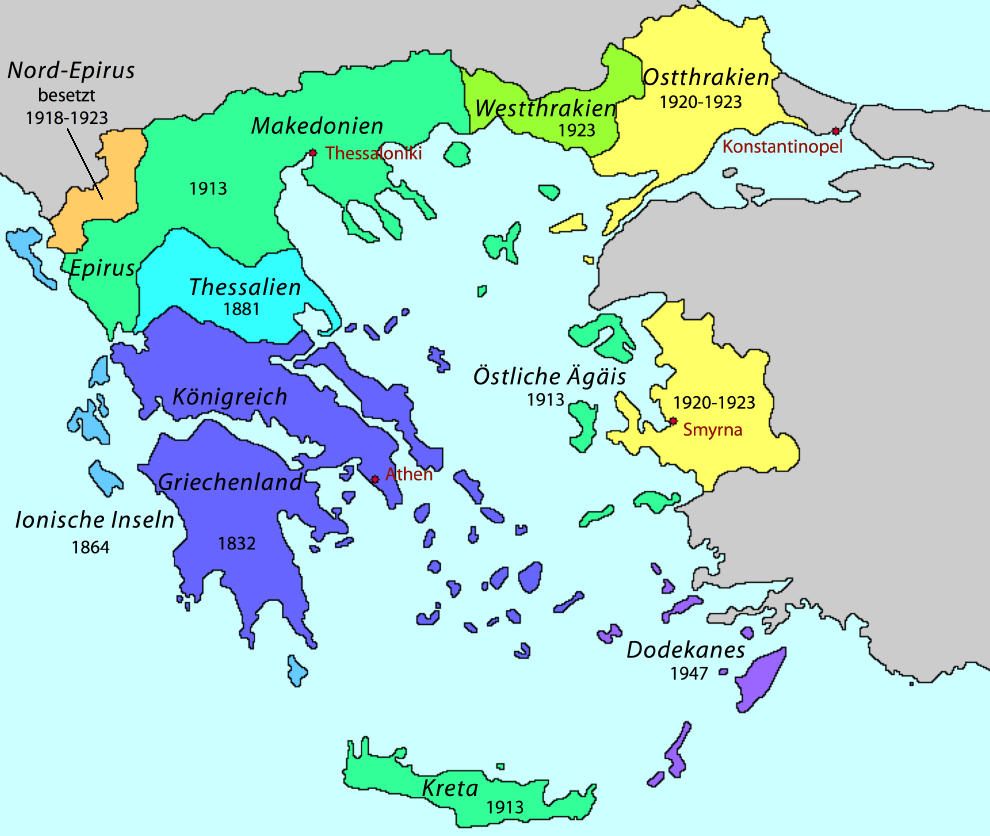
Griechische Expansion 1832 bis 1947

Im Frieden von Sèvres wurde das Osmanische Reich unter den alliierten Siegermächten aufgeteilt. Es musste gewaltige Gebietsverluste hinnehmen. İstanbul mit den Meerengen Bosporus und Dardanellen wurde zunächst von den Alliierten besetzt; Griechenland plante die Wiedereroberung der Stadt und begann einen Kriegszug. Unter Mustafa Kemal, genannt Atatürk, begann ein Befreiungskrieg gegen Griechen und Alliierte, der mit dem Vertrag von Lausanne endete – die Griechen von Konstantinopel durften als einzige weiter in der Türkei verbleiben, die übrigen Griechen, die dort auf eine mehr als drei Jahrtausende lange Kontinuität zurückblickten, mussten das Land verlassen. Auch die Türken in Griechenland mussten ihre Heimat aufgeben.
İstanbul verlor 1923 den Status als Hauptstadt der Türkei an Ankara im zentralen Hochland Anatoliens, wohl auch, um sich von der Tradition der Osmanen abzugrenzen: Sultanat und Kalifat wurden abgeschafft, die arabische Schrift wurde durch die lateinische ersetzt, ein an westlichen Idealen orientiertes Bildungssystem wurde installiert, ein allgemeines Wahlrecht (auch für Frauen) eingeführt. İstanbul behielt jedoch die kulturelle und wirtschaftliche Bedeutung bei, was durch den regen Zuzug von Menschen aus Anatolien seit den 1950er Jahren noch verstärkt wurde. In so genannten Gecekondus (über Nacht errichtete Hütten dürfen im islamischen Gewohnheitsrecht nicht ohne weiteres abgerissen werden) ließen sich diese an den Stadträndern nieder. Gigantische Bauprojekte über und unter der Erde waren die Folge, die jedoch mit dem rapiden Bevölkerungswachstum nicht Schritt halten können.
1925 verbot Kemal Atatürk, inzwischen Gründer der Republik, die damals zahlreichen und mitgliederstarken Derwisch-Orden. Die meisten agierten anschließend im Geheimen, manche von ihnen haben noch in heutiger Zeit eine große Anhängerschaft. Um dem noch immer gültigen Verbot zu entgehen, treten diese aber meist als „Kulturvereine“ auf.

## Vertreibung der Minderheiten
Der Alltag der noch in Istanbul lebenden christlichen und jüdischen Minderheiten war nach dem Ersten Weltkrieg von Diskriminierung und Repressalien geprägt. 1923 wurde der stark von Griechen geprägte Stadtteil Tatavla bzw. Tataulon in Kurtuluş (Befreiung) umbenannt. Im August 1927 brachen die Elza-Niyego-Krawalle aus. 1942 kam es zur Einführung einer Besonderen Vermögenssteuer (Varlık Vergisi), im September 1955 zum Pogrom von Istanbul. 1964 wurden schließlich rund 100.000 Griechen ohne türkische Staatsangehörigkeit des Landes verwiesen. Die Zahl der Armenier in Istanbul umfasst daher heute nur noch etwa 60.000, die Zahl der Griechen beläuft sich auf 2500.

## Zweiter Weltkrieg, Dominanz des Militärs, einsetzende Wachstumsphase
İsmet İnönü, der schon 1923 bis 1924 und 1925 bis 1937 Ministerpräsident war, gelangte durch das Militär nach einem Putsch 1961 bis 1965 erneut in dieses Amt. 1963 schloss die Türkei mit der Europäischen Wirtschaftsgemeinschaft ein Assoziierungsabkommen, doch nahmen linke und rechte Terror-Aktivitäten zu und die Wirtschaftslage verschlechterte sich. 1971 griff die Armee, ohne zu putschen, erneut in die Politik ein.
In Istanbul kam es zu Straßenkämpfen zwischen den militanten Gruppen der Rechten und der Linken. Im Stadtteil Ümraniye kontrollierten sozialistische Gruppen von 1977 bis 1980 das Quartier Mustafa Kemal, das sie nach dem Tag der Arbeit Bir Mayıs nannten. Dieses Quartier bestand, wie Dutzende andere in Istanbul, aus gecekondu genannten Häusern, die über Nacht errichtet und geduldet wurden. Es entstand ein Volkskomitee, ein Haus des Volkes, ein Gesundheitszentrum, eine Schule und Kooperativen. Es entstand ein kurtarılmış bölge, eine „befreite Zone“, die verhinderte, dass Polizei und Armee das Quartier besetzten. Eine Militäroperation führte unter Anwendung erheblicher Gewalt zur Besetzung, es kam zu Erschießungen und Folterungen. Heute ist das Quartier durch eine Stadtautobahn geteilt, die Wohnsituation hat sich dennoch verbessert.
Das Militär unter General Kenan Evren verhängte im gleichen Jahr 1980 das Kriegsrecht und verbot die politischen Parteien. Am 7. November 1982 wurde die von den Militärs vorgelegte Verfassung durch ein Referendum angenommen. Sie trat am 9. November 1982 in Kraft.
Die Einwohnerzahl Istanbuls stieg vom Tiefpunkt bei 680.000 im Jahre 1927 wieder auf 1,3 Millionen im Jahr 1955 – trotz Vertreibungen. 1970 waren es bereits über 2,1 Millionen Einwohner, 2,5 Millionen fünf Jahre später. Der Zuzug vor allem aus den asiatischen Gebieten stieg nach 1980 sprunghaft an. Bis 1985 hatte sich die Bevölkerungszahl innerhalb von nur fünf Jahren auf rund 5,5 Millionen verdoppelt. Ende 1985 entstand die Börse Istanbul.

## Wirtschaftlicher und kultureller Wiederaufschwung, Laizismus und Islam
Unter Bürgermeister Bedrettin Dalan wurde gegen erheblichen Widerstand ein neues Konzept durchgesetzt. So wurde die Industrie aus dem Umkreis des Goldenen Horns verbannt, der sechsspurige Tarlabaşı-Boulevard trennte 1988 Tarlabaşı vom begehrten Wohnort Beyoglu. Damit wurde Tarlabaşı weiter isoliert und verfiel, wurde zugleich Wohnort zahlreicher Armer und ethnischer Minderheiten. 368 historische, zum größten Teil denkmalgeschützte Häuser fielen der Straße zum Opfer.
Bülent Ecevit, Ministerpräsident von 1999 bis 2002 reformierte das Zivilrecht und stärkte Versammlungs- und Demonstrationsrechte. Die Todesstrafe wurde abgeschafft, Folter verboten und langfristig die kulturellen Freiheiten der kurdischen Bevölkerung gestärkt. Seine Nachfolger gestatteten den Gebrauch der kurdischen Sprache, der staatliche Sender TRT 3 strahlte Sendungen in mehreren Minderheitensprachen aus. Derweil ließ der Zustrom nach Istanbul nicht nach. 1990 stieg die Bevölkerung auf beinahe 7 Millionen an, bis 2000 auf fast 9 Millionen. Damit veränderte sich die Sozialstruktur grundlegend, die ländliche Bevölkerung wurde zur Mehrheit in der Metropole.
1994 bis 1998 war der derzeitige Ministerpräsident Recep Tayyip Erdoğan als Kandidat der Refah Partisi Bürgermeister. In dieser Zeit vertrat er islamistische Ziele und sorgte etwa dafür, dass in kommunalen Lokalen kein Alkohol mehr ausgeschenkt wurde. Auf Widerstand stießen jedoch seine weitergehenden, religiös motivierten Versuche, wie etwa die Einführung gesonderter Badezonen für Frauen oder getrennter Schulbusse für Jungen und Mädchen. Seine pragmatische Politik ab 1999, die deutlich laizistischer ausgerichtet war, brachte ihm Unterstützung ein, aber auch Gegner.
Ende 2003 wurde die Stadt zum Ziel einer Serie terroristischer Anschläge. Am 15. November explodierte jeweils eine Autobombe vor Istanbuls größter Synagoge Neve Shalom sowie der davon fünf Kilometer entfernten Beth-Israel-Synagoge und beschädigten diese schwer. Etwa 20 Menschen kamen ums Leben, mehr als 250 wurden zum Teil schwer verletzt. Am 20. November kam es zu einem weiteren Anschlag, diesmal auf das Gebäude der britischen HSBC-Bank und des britischen Konsulats. Dabei wurden etwa 30 Menschen getötet, über 450 verletzt. Als Täter wurden Islamisten ausfindig gemacht, der Prozess gegen die Täter ging am 16. Januar 2007 zu Ende.
Der Anschlag in Istanbul am 9. Juli 2008 forderte sechs Todesopfer.
In einem Referendum sprach sich die Bevölkerung der Türkei im September 2010 für umfassende Verfassungsänderungen aus. Eine Reihe der neuen Regelungen soll die Verfassung an Rechtsnormen der Europäischen Union anpassen.

Tektonik des Mittelmeerraums und der angrenzenden Gebiete

Am 17. August 1999 traf die Stadt abermals ein Erdbeben, ähnlich wie am 10. Juli 1894, doch war es weniger stark als frühere (wohl 7,0). Dennoch tötete es 17.100 Menschen, vor allem im Raum İzmit. 1894 waren 1773 Häuser zerstört worden, hinzu kamen 474 Tote und 482 Verletzte. Am 18. September 1963 ereignete sich ein abermaliges Beben, doch war der nachfolgende Tsunami mit Wellen von etwa einem Meter relativ schwach. Solche Beben lassen sich weit zurückverfolgen. So finden sich in den Quellen Hinweise auf größere Beben und Tsunamis aus den Jahren 325, 358, 407, 427, 447, 478, 553, dann aufgrund der ungünstigen Quellenlage erst wieder 865 und 986 sowie 1332 und 1344. In osmanischer Zeit finden sich solche Hinweise aus den Jahren 1509, 1577, 1646, 1659, 1751, 1754, 1766, 1829, 1878 und 1894. Diese Beben waren von verschiedener Stärke, ähnlich wie die Tsunamis, doch wird heute verstärkt an Planungen zum Schutz Istanbuls vor derlei Katastrophen gearbeitet, ebenso wie an der Bewältigung der Folgen. Darüber hinaus wird das dynamische Verhalten von Bauwerken, wie der Hagia Sophia untersucht.
Im April und Mai 2009 wurde das überwiegend von Roma bewohnte Viertel Sulukule weitgehend abgerissen. 571 Familien wurden bis zu 40 km entfernt umgesiedelt, obwohl UNESCO, zahlreiche Universitätsangehörige und das Europäische Parlament dagegen protestierten. Die bis dahin verbliebenen 3400 Bewohner mussten in andere Stadtgebiete weichen, da die angebotenen Mietwohnungen mit umgerechnet 480 Euro/Monat weit über dem Durchschnittseinkommen lagen. Ähnliches war für Tarlabaşı vorgesehen. Dabei wurden die Bewohner so lange mit Müllbergen allein gelassen, bis die meisten von ihnen wegzogen.
2010 war Istanbul Kulturhauptstadt Europas, 2011 wurde das Schnellbahnsystem Marmaray in Betrieb genommen, um des Verkehrs in der nunmehr vielleicht 14 Millionen Menschen beherbergenden Metropole Herr zu werden, die längst die mit Abstand größte Stadt Europas war.
Beim Terroranschlag in Istanbul am 1. Januar 2017 wurden 39 Menschen getötet.
Seit 1984 untersteht Istanbul als Metropolregion einem Oberbürgermeister, ein Amt, das verschiedene Parteien in freien Wahlen gewinnen konnten. Als erster hatte Bedrettin Dalan (Anavatan Partisi, ANAP) bis 1989 das Amt inne. Ihm folgte bis 1994 Nurettin Sözen (Sosyaldemokrat Halk Partisi, SHP) und Recep Tayyip Erdoğan (Refah Partisi). Von 1998 bis 2004 war Ali Müfit Gürtuna (Refah Partisi, RP) Nachfolger Erdoğans. Von 2004 bis zu seinem Rücktritt am 22. September 2017 (zunächst ohne Angabe von Gründen) war Kadir Topbaş Oberbürgermeister der Stadt. Er ist Mitglied der regierenden AKP. Ekrem İmamoğlu (CHP) wurde am 17. April 2019 von der türkischen Wahlkommission (YSK) zum Oberbürgermeister der Großstadtkommune Istanbul erklärt. Auf Grund einer Beschwerde der AKP annullierte die Wahlkommission am 6. Mai 2019 das Wahlergebnis wegen formeller Regelwidrigkeiten. Bei der Neuwahl am 23. Juni 2019 erhielt İmamoğlu knapp 800.000 Stimmen mehr als Binali Yıldırım (AKP) und wurde somit erneut zum Oberbürgermeister gewählt.

### Überblickswerke
- Klaus Kreiser: Geschichte Istanbuls. Von der Antike bis zur Gegenwart, München 2010, ISBN 978-3-406-58781-8.
- Krikor Beledian und Raymond H. Kevorkian: Faszination Konstantinopel, in: Armenien. 5000 Jahre Kunst und Kultur, Tübingen 1995, ISBN 3-8030-3066-8, S. 297–313.
- Rudolf Grulich: Konstantinopel – Ein Reiseführer für Christen, Ulm 1998, ISBN 3-87336-271-6.
- Brigitte Moser, Michael W. Weithmann: Kleine Geschichte Istanbuls, Pustet, Regensburg 2010, ISBN 978-3-7917-2248-1.
- Andreas Külzer: Konstantinopel. In: Reallexikon der Germanischen Altertumskunde (RGA). 2. Auflage. Band 17, Walter de Gruyter, Berlin/New York 2000, ISBN 3-11-016907-X, S. 196–199. (online)
- Wolfgang Müller-Wiener: Bildlexikon zur Topographie Istanbuls. Byzantion, Konstantinupolis, Istanbul bis zum Beginn des 17. Jahrhunderts, Wasmuth, Tübingen 1977, ISBN 3-8030-1022-5.

### Urgeschichte bis Antike
- Curtis Runnels, Mehmet Özdoğan: The Palaeolithic of the Bosphorus Region NW Turkey, in: Journal of Field Archaeology 28,1-2 (2001) 69–92.
- Onur Özbek: Sea level changes and prehistoric sites on the coasts of Southern Turkish Thrace, 12,000–6000 BP, in: Quaternary International 281 (2012) 162–175.
- Şengül Aydıngün: Istanbul Prehistoric Survey Season 2007, in: Proceedings of the 6th International Congress of the Archaeology of the Ancient Near East: Excavations, surveys and restorations. Reports on recent field archaeology in the Near East, Harrassowitz, Wiesbaden 2010, S. 75–84.
- Edith Schönert-Geiß: Die Münzprägung von Byzantion, 2 Bde., Berlin, Amsterdam 1970, 1972.

### Spätantike und Mittelalter
- Ralph-Johannes Lilie: Byzanz. Das zweite Rom, Berlin 2003, ISBN 3-88680-693-6.
- Marios Philippides, Walter K. Hanak: The Siege and the Fall of Constantinople in 1453. Historiography, Topography, and Military Studies, Ashgate, Surrey 2011.
- Peter Schreiner: Konstantinopel. Geschichte und Archäologie, München 2007, ISBN 978-3-406-50864-6.

### Neuzeit
- Cemal Kafadar, Hakan Karateke, Cornell Fleischer: Historians of the Ottoman Empire, Harvard University, Center for Middle Eastern Studies, Cambridge, Massachusetts 2008.
- Franz Babinger: Die Geschichtsschreiber der Osmanen und ihre Werke, Leipzig 1927.
- Noyan Dinçkal: Istanbul und das Wasser, Oldenbourg, München 2004.
- Ebru Boyar, Kate Fleet: A Social History of Ottoman Istanbul, Cambridge University Press, 2010.
- Christine Vogel: Istanbul als Drehscheibe frühneuzeitlicher europäischer Diplomatie, in: Europäische Geschichte Online, hrsg. vom Institut für Europäische Geschichte (Mainz), 2020, Zugriff am 11. März 2021 (pdf).
- Eunjeong Yi: Guild Dynamics in seventeenth-century Istanbul. Fluidity and Leverage, Leiden 2004.
- Hans-Peter Laqueur: Osmanische Friedhöfe und Grabsteine in Istanbul, Wasmuth, Tübingen 1993.
- Horst Enzensberger: I Veneziani a Costantinopoli nel periodo ottomano, in: Maria Grazia del Fuoco (Hrsg.): "Ubi neque aerugo neque tinea demolitur". Studi in onore di Luigi Pellegrini per i suoi settanta anni, Neapel 2006, S. 237–274.
- Stanford J. Shaw: The Jews of the Ottoman Empire and the Turkish Republic, Macmillan, 2001.
- Gad Nassi (Hrsg.): Jewish Journalism and Printing Houses in the Ottoman Empire and Modern Turkey, Gorgias Press, 2010.